# Llista de compositors d'òpera
| Índex A B C D E F G H I J K L M N O P Q R S T U V W X Y Z |

## A
- Aa, Michel van der (1970)
- Aav, Evald (1900-1939)
- Abbà Cornaglia, Pietro (1851-1939)
- Abbati, Achille (1857-1914)
- Abbadia, Natale (1792-1861)
- Abbatini, Antonio Maria (1595-1679)
- Abeille, Johann Christian Ludwig (1761-1838)
- Abels, Michael (1962)
- Abert, Johann Joseph (1832-1915)
- Abos, Girolamo (1715-1760)
- Avossa, Giuseppe (1708-1796)
- Abramsky, Alexander (1898-1985)
- Abraham, Paul (1892-1960)
- Ábrányi, Emil (1882-1970)
- Ábrányi, Kornél (1882-1970)
- Absil, Jean (1893-1974)
- Abt, Franz (1819-1885)
- Acciaiuoli, Filippo (1637-1700)
- Accorimboni, Agostino (1739-1818)
- Adam, Adolphe Ch (1803-1856)
- Ádám, Jenő (1896-1982)
- Adamo, Mark (1962)
- Adams, John (1947)
- Adamus, Henryk (1880-1950)
- Adaskin, Murray (1906)
- , El·la (1846-1926)
- Addinsell, Richard (1904-1977)
- Adès, Thomas (1971)
- John Addison (1765-1844)
- Adlgasser, Anton Cajetan (1729-1777)
- Adolfati, Andrea (1711-1760)
- Afanàssiev, Nikolai (1821-1898)
- Aggházy, Károly (1855-1918)
- Agnelli, Salvatore (1817-1874)
- Agnesi, Maria Teresa (1720-1795)
- Agostini, Mezio (1875-1944)
- Agostini, Pietro Simone (1635-1680)
- Agricola, Johann Friedrich (1720-1774)
- Agthe, Carl Christian (1762-1797)
- Aguilar, Emanuel Abraham (1824-1904)
- Ahlström, Jacob Niclas (1805-1857)
- Åhlström, Olof (1756-1835)
- Aho, Kalevi (1949)
- Aiblinger, Johann Kaspar (1779-1867)
- Aimon, Léopold (1779-1866)
- Akses, Necil Kazım (1908-1999)
- Akutagawa, Yasushi (1925-1989)
- Aliàbiev, Aleksandr (1787-1851)
- Aladau, Mikalaj I (1890-1972)
- Alaleona, Domenico (1881-1928)
- Alary, Jules Eugene Abraham (1814-1891)
- Albéniz, Isaac (1860-1909)
- Albergati, Pirro (1663-1735)
- Albert, Eugen d' (1864-1932)
- Alberti, Domenico (1712-1740)
- Albertini, Gioacchino (1748-1812)
- Albini, Srecko (1869-1933)
- Albinoni, Tomaso (1671-1751)
- Alday, Francois (1761-1835)
- Aldrovandini, Giuseppe (1671-1707)
- Aleksàndrov, Anatoli Nikolàievitx (1888-1982)
- Aleksàndrovitx Aleksàndrov, Borís (1905-1994)
- Alessandri, Felice (1747-1798)
- Alexandra, Liana (1947)
- Alexandre, Charles-Guillaume (1735-1787/88)
- Alexiades, Menas (1960)
- Alfano, Franco (1875-1954)
- Alghisi, Paris F. (1666-1733)
- Aliprandri, Bernardo (1710-1792)
- Allegra, Salvatore (1898)
- Allen, Paul Hastings (1883-1952)
- Allende-Blin, Juan (1928)
- Almeida, Francisco António de (1702-1752)
- Almila, Atso (1953)
- Hasan Ferit Alnar (1906-1978)
- Alonso López, Francisco (1887-1948)
- Alonso Pérez, Luis (segles XIX-XX)
- Alpaerts, Flor (1876-1954)
- Maurice, Alphonse (1856-1905)
- Altisent i Ceardi, Joan (1891-1971)
- Álvares Lobo, Elias (1834-1901)
- Alveri, Giovanni B. (1670-1719)
- Alwyn, William (1905-1985)
- Amadei, Filippo (1675-1729)
- Amàlia de Saxònia (1794-1870)
- Amargós, Joan A (1950)
- Amato, Vincenzo (1629-1670)
- Ambros, August W. (1816-1876)
- Amédée, Francois (1784-1833)
- Amendola, Giuseppe (1750-1808)
- Ames, John Carlovitz (1860-1924)
- Amirov, Fikret (1922-1984)
- Amon, Johannes (1763-1825)
- Amram, David (1930)
- Anacker, August Ferdinand (1790-1854)
- Ancelin, Pierre (1934-2000)
- Anderson, Leroy (1908-1975)
- Anderson, Thomas J. (1928)
- Anderton, Howard Orsmond (1861-1934)
- André, Johann (1741-1799)
- Andre, Mark (1964)
- Andreae, Volkmar (1879-1962)
- Andreozzi, Gaetano (1755-1826)
- Andricu, Mihail (1894-1974)
- Andriessen, Hendrik (1892-1981)
- Andriessen, Louis (1939)
- Anfossi, Pasquale (1727-1797)
- Angelini Bontempi, Giovanni Andrea (1624-1705)
- Ângelo Pereira, Miguel (1843-1901)
- Angeloni, Carlo (1834-1901)
- Angerer, Paul (1927)
- Anghel, Irinel (1969)
- Anglesi, Domenico (1610-1674)
- Antheil, George (1900-1959)
- Antill, John (1904-1986)
- Antoniou, Theodore (1935)
- Antonolini, Ferdinand (1771-1824)
- Anzoletti, Ferdinand (1819-1862)
- Anzoletti, Marco (1867-1929)
- Aperghis, Georges (1945)
- ApIvor, Trevor Denis (1916-2004)
- Apolloni, Giuseppe (1822-1889)
- Aracil, Alfredo (1954)
- Araja, Francesco (1709-1862)
- Aranaz y Vides, Pedro (1740-1820)
- Arapov, Boris (1905-1992)
- Araqisvili, Dimitri (1873-1953)
- Arcà, Paolo (1953)
- Archer, Violet (1913)
- Ardèvol, Miralles Ferran (1887-1972)
- Arditi, Luigi (1822-1903)
- Arena, Giuseppe (1713-1784)
- Arenski, Anton (1861-1906)
- Argento, Dominick (1927)
- Ariosti, Attilio (1666-1729)
- Armsgueimer, Ivan Ivànovitx (1860-1933)
- Arne, Michael (1740-1786)
- Arne, Thomas A (1710-1779)
- Arnecke, Jörn (1973)
- Arnell, Richard A S. (1917)
- Arnold, Carl (1794-1873)
- Arnold, György (1781-1848)
- Arnold, Malcolm (1921-2006)
- Arnold, Samuel (1740-1802)
- Arp, Klaus (1950)
- Arquier, Joseph (1763-1816)
- Arregui Garay, Vicente (1871-1925)
- Arriaga y Balzola, Juan Crisóstomo de (1806-1826)
- Arrieta, Emilio (1821-1894)
- Arrieu, Claude (1903-1990)
- Arrigo, Girolamo (1930)
- Arrigoni, Carlo (1697-1744)
- Arrigoni, Giovanni G (1597-1675)
- Arroio, João (1861-1930)
- Arroyo, José Francisco (1818-1886)
- Artz, Carl Maria (1887-...?)
- Assàfiev, Borís (1884-1949)
- Ascher, Leo (1880-1942)
- Aschrafi, Mukhtar (1912-1975)
- Ascone, Vicente (1879-1979)
- Asenjo Barbieri, Francisco (1823-1894)
- Asheim, Nils H (1960)
- Ashley, Robert R (1930)
- Asioli, Bonifazio (1769-1832)
- Aspa, Mario (1795-1868)
- Asperstrand, Sigwardt (1856-1941)
- Aspelmayr, Franz (1728-1786)
- Ast, Max (1875-1965)
- Astarita, Gennaro (1745-1803)
- d'Astorga, Emanuele (1680-1755)
- Atanasov, Georgi (1882-1931)
- Atterberg, Kurt (1887-1974)
- Attwood, Thomas (1765-1838)
- Auber, Daniel-F-E (1782-1871)
- Aubert, Jacques (1689-1753)
- Audran, Edmond (1842-1901)
- Auletta, Pietro (1693-1771)
- Auric, Georges (1899-1983)
- Aurisicchio, Antonio (1710-1781)
- Auteri-Manzocchi, Salvatore (1845-1924)
- d'Avalos, Francesco (1930)
- Avidom, Menahem (1908-1995)
- Avondano, Pedro A (1714-1782)
- Avossa, Giuseppe (1708-1796)
- Azarashvili, Vaja (1936)
- Azkue, Resurrección María (1864-1951)

## B
- Babayev, Andrey (1923-1964)
- Salvador Bacarisse (1898-1963)
- Bacevičius, Vytautas (1905-1970)
- Bacewicz, Grażyna (1909-1969)
- Bach, Johann Chr (1735-1782)
- Leonhard Emil Bach (1849-1902)
- Bach, Otto (1833-1893)
- Bachelet, Alfred (1864-1944)
- Bachs i Rosés, Jaume (1862-1909)
- Bacchini, Cesare (1844-1927)
- Bachmann, Gottlob (1763-1833)
- Bachrich, Sigismund (1841-1913)
- Bäck, Sven-Erik (1919-1994)
- Badia, Carlo Agostino (1671-1737)
- Badia, Luigi (1819/1822-1899)
- Badings, Henk (1907-1987)
- Baeyens, August (1895-1966)
- Baguer, Carles (1768-1808)
- Anatol, Bogatiriov (1913-2003)
- Baini, Lorenzo (1740-1814)
- Bainton, Edgar (1880-1956)
- Baird, Tadeusz (1928-1981)
- Bajic, Isidor (1878-1915)
- Bajoras, Feliksas (1934)
- Balada, Leonardo (1933)
- Balancivaje, Andrai (1906-1992)
- Balart, Gabriel (1824-1893)
- Balassanian, Serguei Artémievitx (1902-1982)
- Balassa, Sándor (1935-2021)
- Balbi, Melchiorre (1796-1879)
- Baldi Lamberto (1895-1979)
- Balducci, Giuseppe (1796-1845)
- Balfe, Michael W (1808-1870)
- Baliani, Carlo (1680-1747)
- Baljozov, Rumen D (1949)
- Ballarotti, Francesco (1660-1712)
- Ballière, Dennis (1729-1800)
- Balsys, Eduardas (1919-1984)
- Bambini, Félix (1742-1800)
- Bandini (compositor), Primo (1857-1929)
- Banés, Antoine (1856-1924)
- Banfield, Raffaello de (1922)
- Banscikov, Gennadij I (1943)
- Bantock, Granville (1868-1946)
- Barab, Seymour (1921)
- Baranovič, Krešimir (1894-1974)
- Baratta i de Valdivia, Artur (1860-1947)
- Pio Dal Barba, Daniel (1715-1801)
- Barber, Samuel (1910-1981)
- Barbereau, August (1799-1879)
- Barberis, Mansi (1899-1986)
- Barbier, Frédéric (1829-1889)
- Barilli, Bruno (1880-...?)
- Barkworth, John E (18??-19??)
- Barlow, Fred (1881-1951)
- Barlow II, Samuel L. M. (1892-1982)
- Barnett, John (1802-1890)
- Barraud, Henrey (1900-1997)
- Barrera y Gómez, Enrique (1844-1922)
- Bernard Barrière, Etienne (1748-1816)
- Barrios Fernández, Ángel (1882-1964)
- Barry, Gerald (1952)
- Bárta, Josef (1746-1787)
- Bartay, András (1799-1854)
- Bartelett, Homer Newton (1845-1920)
- Barth, Friedrich A W (1813-?)
- Barthélémon, François-Hippolyte (1741-1808)
- Bartók, Béla (1881-1945)
- Bartolozzi, Bruno (1911-1980)
- Barton, Andrew (1745-1828)
- Bartoš, Jan Zdeněk (1908-1981)
- Bartulis, Vidmantas (1954)
- Basili, Basilio (1803-1895)
- Basili, Francesco (1767-1850)
- Bassani, Geroni (16??-1721)
- Bates (organista), John (1740-1799)
- Bassani, Giovanni Battista (1657-1716)
- Bastide, Paul A (1879-1962)
- Bates, Willam (18. Jh.)
- Stuck Jean-Baptiste (1680-1755)
- Battishill, Jonathan (1738-1801)
- Battista, Vincenzo (1823-1873)
- Battistelli, Giorgio (1953)
- Baumann, Max G (1917)
- Baumgarten, Gotthil (1741-1813)
- Baumgarten, Charles Frederick (1740-1824)
- Baußnern, Waldemar von (1866-1931)
- Bawr, Sophie (1773-1860)
- Bayer, Josef (1852-1913)
- Bazin, François (1816-1877)
- Bazzini, Antonio (1818-1897)
- Beach, Amy (1867-1944)
- Marie Dessire Beauliu (1791-1863)
- Bécaud, Gilbert (1927)
- Beck, Franz Ignaz (1734-1809)
- Becker Albert (1834-1899)
- Becker, Julius (1811-1859)
- Becker, Reinhold (1842-1924)
- Becker, Valentin Eduard (1814-1890)
- Beckmann, Johann F G (1737-1792)
- Beckwith, John (1927)
- Beecke, Ignaz (1733-1803)
- Beer, Johann (1655-1700)
- Beer (compositor), Joseph (1908-1987)
- Beer, Maximilan J (1851-1908)
- Beer-Walbrunn, Anton (1864-1929)
- Beeson, Jack H (1921)
- Beethoven, Ludwig van (1770-1827)
- Behm, Eduard (1862-1946)
- Behrend, Fritz (1889-1972)
- Belamaric, Miro (1935)
- Belcastro, Luca (1964)
- Bell, William H (1873-1946)
- Bella, Ján L (1843-1936)
- Belli, Domenico (1550-1627)
- Bellini, Vincenzo (1801-1835)
- Bellon, Roger (1953)
- Benaiges Pujol, Josep Maria (1855-1938)
- Benatzky, Ralph (1884-1957)
- Benda, Friedrich (1745-1814)
- Benda, Friedrich Ludwig (1750-1792)
- Benda, Georg (1722-1795)
- Bendl, Karel (1838-1897)
- Benedict, Julius (1804-1885)
- Benelli, Antonio P (1771-1830)
- Beneš, Jara (1897-1949)
- Benes, Jurai (1940)
- Bengtson, Peter (1961)
- Benguerel i Godó, Xavier (1931)
- Benincori, Angelo Maria (1779-1821)
- Benjamin, Arthur (1883-1960)
- Bennett, Richard R (1936)
- Bennett, Robert Russell (1894-1981)
- Benoist, François (1794-1878)
- Benoît, Camille (1851-1923)
- Benoit, Peter (1834-1901)
- Bentoiu, Pascal (1927)
- Bentzon, Jørgen (1897-1951)
- Bentzon, Nils V (1919-2000)
- Benvenuti, Tomaso (1838-1906)
- Berezovsky, Maksym (1745-1777)
- Berg, Alban (1885-1935)
- Berg, Josef (1927-1971)
- Berg, Natanael (1879-1957)
- Berge, Håkon (1957)
- Berger, Ludwig (1777-1839)
- Berger, Rudolf (1864-1916)
- Berggreen, Andreas P (1801-1880)
- Bergmann, Erik V (1911)
- Bergsma, William (1921-1994)
- Berio, Luciano (1925)
- Bergel, Bernd (1909-1967)
- Berkeley, Lennox (1903-1989)
- Berkeley, Michael (1948)
- Berlijn, Aron W (1817-1870)
- Berlin, Irving (1888-1989)
- Berlioz, Hector (1803-1869)
- Bernabei, Ercole (1622-1687)
- Bernabei, Giuseppe A (1649-1732)
- Bernal Jiménez, Miguel (1910-1956)
- Bernardi, Enrico (1838-1900)
- Bernardi, Bartolomeo (1660-1732)
- Bernardi, Gian G (1865-1946)
- Bernardini, Marcello (1730-?)
- Bernasconi, Andrea (1706-1784)
- Berners, Gerald (1883-1950)
- Bernstein, Leonard (1918-1990)
- Bersa, Blagoje (1873-1934)
- Bersa, Vladimir (1864-1927)
- Berson, Seweryn (1858-1917)
- Bertali, Antonio (1605-1669)
- Berté, Heinrich (1857-1924)
- Bertha, Sándor (1843-1912)
- Bertin de La Doué, Touissant (1680-1743)
- Bertin, Louise (1805-1877)
- Bertini, Salvatore (1721-1794)
- Berton, Françoise (1784-1832)
- Berton, Henri-Montan (1767-1844)
- Berton, Pierre-Montan (1727-1780)
- Bertoni, Ferdinando (1725-1813)
- Berutti, Arturo (1862-1938)
- Berutti, Pablo M (1870-1916)
- Berwald, Franz (1796-1868)
- Berwald, Johan F (1787-1861)
- Béthizy, Jean L de (1709-1781)
- Bettinelli, Bruno (1913)
- Biaggi, Girolamo A (1819-1897)
- Bialas, Günter (1907-1995)
- Bianchi, Antonio (1755-1817)
- Bianchi, Francesco (1752-1810)
- Bianchi, Renzo (1887-1972)
- Bibalo, Antonio G (1922)
- Biber, Heinrich I F (1644-1704)
- Bienstock, Heinrich (1894-1918)
- Bierey, Gottlob Benedict (1772-1840)
- Binder, Carl (1816-1860)
- Binićki, Stanislaw (1872-1942)
- Bioni, Antonio (1698-1738)
- Birtwistle, Harrison Sir (1934)
- Bischoff, Kaspar J (1823-1893)
- Bishop, Henry R (1786-1855)
- Bittner, Julius (1874-1939)
- Bizet, Georges (1838-1875)
- Bjelinski, Bruno (1909-1992)
- Blacher, Boris (1903-1975)
- Blackford, Richard (1954)
- Blahetka, Leopoldine (1809-1885)
- Blainville, Charles H ? (1771)
- Blaise, Adolphe B ? (1772)
- Blanc, Adolphe (1828-1885)
- Blanc, Giuseppe (1886-1969)
- Blancafort de Roselló, Manuel (1897-1987)
- Blanchard, Henri (1787-1858)
- Blangini, Felice (1781-1841)
- Blanquer, Amadno (1935)
- Blaramberg, Pavel I (1841-1907)
- Blasius, Frédéric (1768-1829)
- Blatný, Pavel (1931)
- Blavet, Michel (1700-1768)
- Blaze, Henri-Sébastien (1763-1833)
- Blaze, Françoise H J (1784-1857)
- Blazek, Zdenek (1905-1988)
- Blech, Leo (1871-1958)
- Blewitt, Jonathan (1782-1853)
- Bliss, Arthur Sir (1891-1975)
- Blitzstein, Marc (1905-1965)
- Bloch, Augustyn (1929)
- Bloch, Ernest (1880-1959)
- Bloch, Waldemar (1906-1984)
- Blockx, Jan (1851-1912)
- Blodek, Vilém (1834-1874)
- Blomdahl, Karl-B (1916-1968)
- Blondeau, Pierre-A-L (1784-1865)
- Blow, John (1649-1708)
- Carl Blum (1786-1844)
- Blumenfeld, Harold (1923)
- Blumenthal, Joseph von (1772-1850)
- Blumer, Theodor A (1881-1964)
- Bobcevski, Venedikt (1895-1959)
- Boccherini, Luigi (1743-1805)
- Bochsa, Robert-Nicolas-Charles (1789-1856)
- Bock, Jerry (1928)
- Bodart, Eugen (1905)
- Bodson, Nicolas-H-J (1766-1829)
- Body, John (1944)
- Boeck, August De (1865-1937)
- Boehmer, Konrad (1941)
- Boero, Felipe (1884-1958)
- Boesmans, Philippe (1939)
- Boezi, Ernst (1856)
- Bogdanov-Berezovskij, Valerian M (1903-1971)
- Bogoslovskij, Nikita V (1913)
- Boguslawski, Edward (1940)
- Böhner, Johann Ludwig (1787-1860)
- Boieldieu, François Adrien (1775-1834)
- Boïeldieu, Adrien Louis Víctor (1815-1883)
- Boismortier, Joseph B de (1689-1755)
- Boisselot, Dominique-F-X (1811-1893)
- Boito, Arrigo (1842-1918)
- Bolcom, William (1938)
- Boldemann, Laci (1921-1969)
- Bolzoni, Giovanni (1841-1919)
- Boman, Petter (1804-1861)
- Bon, André (1946)
- Bonavia, Ferruccio (1877-1950)
- Bondeville, Emmanuel (1898-1987)
- Bondon, Jacques (1927)
- Bonesi, Barnaba (1746-1824)
- Bonfichi, Paolo (1769-1840)
- Boni, Pietro Giuseppe Gaetano (segle XVII-1750)
- Bonicioli, Ricardo (1853-1933)
- Boniforti, Carlo (1818-1879)
- Boniventi, Giuseppe (1670-1727)
- Bonno, Giuseppe (1711-1788)
- Bononcini, Antonio M (1677-1726)
- Bononcini, Giovanni (1670-1747)
- Bononcini, Giovanni M (1642-1678)
- Bontempi, Giovanni A (1624-1705)
- Borck, Edmund von (1906-1944)
- Boretti, Giovanni A (1640-1672)
- Borghese, Antonio D R (1755-1810)
- Bořkovec, Pavel (1894-1972)
- Borne, Fernand Le (1862-1929)
- Bornaccini, Giuseppe (1802-1881)
- Borodín, Aleksandr (1833-1887)
- Boroni, Antonio (1738-1792)
- Borowsky, Felix (1872-1956)
- Børresen, Hakon (1876-1954)
- Bortkiewicz, Sergei (1877-1952)
- Bortniansky, Dimitrij (1751-1825)
- Börtz, Daniel (1943)
- Bose, Hans-Jürgen von (1953)
- Bossi, Marco Enrico (1861-1925)
- Bossi, Renzo Rinaldo (1883-1965)
- Bott, Jean J (1826-1895)
- Bott, Johann (1825-1891)
- Bottacchiari, Ugo (1879-1944)
- Bottesini, Giovanni (1821-1889)
- Boughton, Rutland (1878-1960)
- Bourgault-Ducoudray, Louis (1840-1910)
- Bourgeois, Thomas-L (1676-1750)
- Bousquet, Georges (1818-1847)
- Bouvard, François (1683-1760)
- Bovet, Joseph (1879-1951)
- Bovy-Lysberg, Charles Samuel (1821-1873)
- Bowles, Paul (1910-1999)
- Boxberg, Christian L (1670-1729)
- Boyce, William (1711-1779)
- Bozay, Attila (1939-1999)
- Bozic, Dijan (1933)
- Bozza, Eugèn (1905-1991)
- Bræin, Edvard F (1924-1976)
- Bradsky, Theodor (1833-1881)
- Braga, Antonio (1929)
- Braga, Francisco (1868-1945)
- Braga, Gaetano (1829-1907)
- Brambilla, Paolo (1786-1838)
- Brand, Max (1896-1980)
- Brandl, Johann E (1760-1837)
- Brandts-Buys, Jan (1868-1933)
- Brânduş, Nicolae (1935)
- Braunfels, Walter (1882-1954)
- Bravnicar, Matija (1897-1977)
- Braxton, Anthony (1945)
- Bray, John (1782-1822)
- Bredal, Ivar Fredrik (1800-1864)
- Bredemeyer, Reiner (1929-1995)
- Brediceanu, Tiberiu (1877-1968)
- Bree, Johannes Bernardus van (1801-1857)
- Brehme, Hans (1904-1957)
- Brene, Erling (1896-1980)
- Brenta, Gaston (1902-1969)
- Brero, Julio César (1908-1973)
- Breschi, Laura
- Bresgen, Cesar (1913-1988)
- Bretan, Nicolae (1887-1968)
- Bretón, Tomás (1850-1923)
- Brettingham Smith, Jolyon (1949)
- Bréval, Jean-B (1753-1823)
- Bréville, Pierre de (1861-1949)
- Brian, Havergal (1876-1972)
- Bridge, Francis (1879-1941)
- Bridge, Joseph Cox (1853-1929)
- Briegel, Wolfgang C (1626-1712)
- Brisson, Frédéric (1821-1900)
- Bristow, George Fr (1825-1898)
- Britten, Benjamin (1913-1976)
- Brivio, Giuseppe F ? (1758)
- Brkanovic, Ivan (1906-1987)
- Brogi, Renato (1873-1924)
- Bronner, Georg (1667-1720)
- Bronsart von Schellendorf, Ingeborg (1840-1913)
- Bronsart von Schellendorff, Hans (1830-1913)
- Broschi, Riccardo (1698-1756)
- Brossard, Sébastien de (1655-1730)
- Brotons i Soler, Salvador (1959)
- Brounoff, Platon Gregoriewitch (1863-1924)
- Bruch, Max (1838-1920)
- Bruci, Rudolf (1917)
- Brüggemann, Kurt (1908)
- Brüll, Ignaz (1846-1907)
- Brull Ayerra, Apolinar (1845-1905)
- Brumby, Colin (1933)
- Bruneau, Alfred (1857-1934)
- Brunetti, Antonio (1767-1845)
- Brunetti, Giovanni Gualberto (1706-1787)
- Brunetto, Philippo (1869-1936)
- Bruni, Antonio Bartolomeo (1757-1821)
- Bruni-Tedeschi, Alberto (1916-1996)
- Brusa, Francesco (1700-1768)
- Brusilovskij, Evgenij (1905-1981)
- Bruzdowicz, Joanna (1943)
- Brzowski, Joseph (1805-1888)
- Bucchi, Valentino (1916-1976)
- Bucharoff, Simon (1881-1955)
- Bucht, Gunnar (1927)
- Buck, Dudley (1839-1909)
- Buckinx, Boudewijn (1945)
- Buckley, John (1951)
- Bucko, Jurij M (1938)
- Buenagu, José (1935)
- Bühler, Franz (1760-1823)
- Bunning, Herbert (1863-1937)
- Busi, Giuseppe (1808-1871)
- Büsser, Henri (1872-1973)
- Bullant, Antoine (1750-1821)
- Bungert, August (1845-1915)
- Bunin, Revol S (1924-1976)
- Buongiorno, Crescenzo (1864-1903)
- Burghauser, Jamin (1921-1997)
- Burian, Emil (1904-1959)
- Burkhard, Paul (1911-1977)
- Burkhard, Willy (1900-1955)
- Burrell, Diana (1948)
- Burt, Francis (1926)
- Burkhard, Max (1871-1934)
- Bury, Bernard de (1720-1785)
- Busch, Carl (1862-1943)
- Bush, Alan D (1900-1995)
- Bush, Geoffrey (1920)
- Busoni, Ferruccio (1866-1924)
- Busschop, Jules-A-G (1810-1896)
- Bussotti, Sylvano (1931)
- Bustini, Alessandro (1876-1970)
- Butler, Martin (1960)
- Buttykay, Ákos von (1871-1935)
- Buzzi, Antonio (1815-1891)
- Buzzolla, Antonio (1815-1871)
- Byström, Oscar (1821-1909)

## C
- C'inc'aje, Sulxan (1925-1991)
- Caccini, Francesca (1587-1640)
- Caccini, Giulio (1551-1618)
- Cadman, Charles Wakefield (1881-1946)
- Caesar, Johann Melchior (1648-1692)
- Cafaro, Pasquale (1708-1787)
- Cage, John (1912-1992)
- Cagnoni, Antonio (1828-1896)
- Cahen, Albert (1846-1903)
- Čalaev, Širvani R (1936)
- Calandro, Nicola (1706-1771)
- Caldara, Antonio (1670-1736)
- Calegari (compositor), Antonio (1757-1828)
- Calegari, Giuseppe (1750-1812)
- Calegari, Luigi Antonio (1780-1849)
- Calvo, Luis Antonio (1884-1945)
- Cambert, Robert (1628-1677)
- Cambiaggio, Carlo (1798-1880)
- Cambini, Giuseppe M (1746-1825)
- Camerloher, Placidus von (1718-1782)
- Camerloher, Joseph Anton (1710-1743)
- Camilleri, Charles (1931)
- Campa, Gustavo E (1863-1934)
- Campana, Fabio (1819-1882)
- Campo, Conrado del (1878-1953)
- Campra, André (1660-1744)
- Candeille, Pierre-J (1744-1827)
- Canetti, Francesco (segle xviii)
- Cannabich, Carl  (1764-1806)
- Cannabich, Christian Cannabich (1770-1833)
- Canobbio, Carlo (1741-1822)
- Canonica, Pietro (1869-1959)
- Canteloube, Marie-J (1879-1957)
- Canuti, Giovanni A (1680-1739)
- Capdevielle, Pierre (1906-1969)
- Capitanio, Isidoro (1874-1944)
- Capocci, Gaetano (1811-1898)
- Capotorti, Luigi (1767-1842)
- Capranica, Matteo (1708-1776)
- Capri, Julien (1836-[...?])
- Caproli, Carlo (1615-1692)
- Capua, Rinaldo di (1710-1770)
- Capuzzi, Giuseppe A (1755-1818)
- Carafa di Calobrano, Michele Enrico (1787-1872)
- Carcani, Giuseppe (1703-1779)
- Cardonne, Jeanne-B (1730-1792)
- Carey, Henry (1689-1745)
- Carmichael, Hoagland (1899-1981)
- Carnicer i Batlle, Ramon (1789-1855)
- Caroli, Angelo (1701-1778)
- Carr, Benjamin (1768-1831)
- Carrer, Pavlos (1829-1896)
- Carreras i Dagàs, Joan (1828-1900)
- Carse, Adam (1878-1958)
- Carste, Hans (1909-1971)
- Cartellieri, Anton (1772-1807)
- Carter, Elliott (1908 - 2012)
- Carter, Thomas (1735-1804)
- Cartier, Jean-Baptiste ()1765-1841
- Carulli, Gustavo (1801-1876)
- Caruso, Luigi (1754-1823)
- Carvalho, João de Sousa (1745-1799)
- Caryll, Ivan (1861-1921)
- Casademont i Busquets, Cassià (1875-1963)
- Casadesús, Francis (1870-1954)
- Casadesús, Henri (1879-1947)
- Casagemas, Lluïsa (1863-1942)
- Casali, Giovanni Battista (1715-1792)
- Casamorata, Luigi Ferdinando (1807-1881)
- Casanova, André (1919)
- Casavola, Franco (1891-1955)
- Casella, Alfredo (1883-1947)
- Casella, Pietro (1769-1843)
- Casimiro Júnior, Joaquim (1808-1862)
- Casken, John (1949)
- Caspers, Louis H J (1825-1906)
- Cassadó i Valls, Joaquim (1867-1926)
- Castagnoli, Giulio (1958)
- Castaldi, Alfonso (1874-1942)
- Castelnuovo-Tedesco, Mario (1895-1968)
- Castillo (compositor), Jesús (1877-1946
- Castro i Herrera, Ricardo (1866-1907)
- Castro, Juan J (1895-1968)
- Castro, José María (1892-1964)
- Catalani, Alfredo (1854-1893)
- Catalani, Ottavo ? - (1645)
- Catan, Daniel (1949)
- Catel, Charles Simon (1773-1830)
- Catelani, Angelo (1811-1866)
- Catrufo, Giuseppe (1771-1851)
- Caudella, Eduard (1841-1924)
- Cavalieri, Emilio de' (1549-1602)
- Cavalli, Francesco (1602-1676)
- Cavanna, Bernard (1951)
- Cavos, Catterino (1775-1840)
- Cazzati, Maurizio (1616-1678)
- Cecere, Carlo (1706-1761)
- Čekovská, Ľubica (1975)
- Čelanský, Ludvík (1870-1931)
- Celleri,Ferdinando (1686-1757)
- Cellier, Alfred (1844-1891)
- Celoniati, Ignazio (1731-1784)
- Čemberdži, Nikolaj K (1903-1948)
- Cepkolenko, Karmella (1955)
- Cercia, Domenico (1768/70-1829)
- Čerepnin, Aleksandr N (1899-1977)
- Čerepnin, Nikolaj N (1873-1945)
- Cerha, Friedrich (1926)
- Cesarini, Carlo (1666-1741)
- Cesti, Antonio (1623-1669)
- Chabanon, Michel P G de (1730-1792)
- Chabrier, Emmanuel (1841-1894)
- Chadwick, George W (1854-1931)
- Chadžiev, Paraškev (1912-1992)
- Chailly, Jacques (1910-1999)
- Chailly, Luciano (1920)
- Chaminade, Cécile (1857-1944)
- Champein, Stanislas (1753-1830)
- Chan Kambiu, Johua (1962)
- Chancourtois, Louis (1785-1824)
- Chapelle, Pierre-Daniel-Augustin (1756-1821)
- Chapí Llorente, Ruperto (1851-1909)
- Chapuis, Auguste (1858-1933)
- Chardin, Louis-Armand (1758-1793)
- Charpentier, Gabriel (1925)
- Charpentier, Gustave (1860-1956)
- Charpentier, Marc-A (1634-1704)
- Chartrain, Nicolas-J (1740-1793)
- Chatzeapostolou, Nikos (1884-1941)
- Chaumet, William (1842-1903)
- Chausson, Ernest (1855-1899)
- Chávez Ramírez, Carlos (1899-1978)
- Chaynes, Charles (1925)
- Chelard, André H (1789-1861)
- Checchi, Ranieri (1749-1812)
- Chelius, Oskar von (18??-19??)
- Chelleri, Fortunato (1690-1757)
- Chemin-Petit, Hans (1902-1981)
- Cherici, Sebastiano (1647-1703)
- Cherouvrier, Edmond (1831-1905)
- Cherubini, Luigi (1760-1842)
- Chevreuille, Raymond (1901-1976)
- Chiarini, Pietro (1717-1765)
- Chiaula, Mauro (1544-1603)
- Chin, Un-suk (1961)
- Chinzer, Giovanni (1698-?)
- Chiodi, Buono G (1728-1783)
- Chisholm, Erik (1904-1965)
- Chlubna, Osvald (1893-1971)
- Cholminov, Aleksandr N (1925)
- Choudens, Antony (1849-1902)
- Chrennikow, Tichon N (1913)
- Chrétien, Jean-B (1730-1760)
- Christensen, Mogens (1955)
- Christiansen, Henning (1932)
- Christiné, Henri (1867-1941)
- Christov, Dimităr (1933)
- Chueca y Robles, Federico (1846-1908)
- Ciampi, Francesco (1690-1765)
- Ciampi, Vincenzo Legrenzio (1719-1762)
- Cicognani, Antonio (1859-1934)
- Cihanov, Näcip (1911-1988)
- Cikker, Ján (1911-1989)
- Cikocki, Jaŭhen K (1893-1970)
- Cilea, Francesco (1866-1950)
- Cimador, Giambattista (1761-1805)
- Cimarosa, Domenico (1749-1801)
- Cirillo, Francesco (16??-1???)
- Clapisson, Antoine-Louis (1808-1866)
- Clari, Giovann Carlo Maria (1677-1754)
- Clarke, Henry L (1907)
- Clay, Frederic (1840-1889)
- Clayton, Thomas (1673-1725)
- Clemencic, René (1928)
- Clement, Franz (1784-1842)
- Clementi, Aldo (1925)
- Clérambault, César-F-N (1707-1760)
- Clérambault, Nicolas (1676-1749)
- Clifton, Arthur (1784-1832)
- Coates, Albert (1882-1953)
- Cocchi, Gioacchino (1715-1804)
- Coccia, Carlo (1782-1873)
- Coelho, Rui (1889-1986)
- Coenen, Johannes Meinardus (1824-1899)
- Cogan, Philip (1748-1833)
- Cohan, George M (1878-1942)
- Cohen, Denis (1952)
- Cohen, Jules (1830-1901)
- Cohí Grau, Agustí (1921)
- Coignet, Horace (1736-1821)
- Cole, Bob (1863-1911)
- Coleman, Cy (1929)
- Coleridge-Taylor, Samuel (1875-1912)
- Colet, Hipòlit Raimund (1814-1851)
- Coletti, Agostino B. (1680-1752)
- Colla, Giuseppe (1731-1806)
- Collasse, Pascal (1649-1709)
- Collet, Henri (1885-1951)
- Collin de Blamont, François (1690-1760)
- Colonna, Giovanni P (1637-1695)
- Concone, Giuseppe (1801-1861)
- Conforto, Nicola (1718-1793)
- Conradi, August (1821-1873)
- Conradi, Johann G ? (1699)
- Constant, Marius (1925)
- Constantin, Marc (1810-1888)
- Constantinescu, Paul (1909-1963)
- Constantinides, Dinos (1929)
- Conti, Carlo (1796-1868)
- Conti, Francesco Bartolomeo (1681-1732)
- Conti, Ignazio M (1699-1759)
- Conti, Nicola (1733-1754)
- Converse, Frederick S. (1871-1940)
- Conyngham, Barry (1944)
- Cook, Will M (1869-1944)
- Cooke, Arnold A (1906-2005)
- Cooke, Thomas Simpson (1782-1848)
- Copeland, Stewart (1952)
- Copland, Aaron (1900-1990)
- Coppens, Claude A (1936)
- Coppola, Pierre A (1793-1877)
- Coppola, Piero (1888-1971)
- Coquard, Arthur (1846-1910)
- Corbett, Sidney (1960)
- Corbisiero, Antonio (1720-1790)
- Corbisiero, Francesco (1730-1802)
- Cordans, Bartolomeo (1698-1757)
- Cordella, Giacomo (1786-1847)
- Corder, Frederick (1852-1932)
- Corghi, Azio (1937)
- Coria Varela, Miguel (1937)
- Corigliano, John (1938)
- Cornelius, Peter (1824-1874)
- Coronaro, Antonio (1851-1933)
- Coronaro, Arrigo (1880-1906)
- Coronaro, Gaetano (1852-1908)
- Coronaro, Gellio (1863-1916)
- Corradini, Francesco (1700-1769)
- Correia Guimaraes, Jose Candido (1895-[...?])
- Corri, Domenico (1746-1825)
- Corri, Philip A (1784-1832)
- Corselli, Francesco (1705-1778)
- Cortinas, César (1890-1918)
- Cossoul, Guilherme A (1828-1880)
- Costa, Giovanni M (1598-1656)
- Costa, João Evangelista Pereira da (segles XVIII-XIX)
- Costa, Pasquale Mario (1858-1933)
- Costanzi, Giovanni B (1704-1778)
- Cottrau, Giulio (1831-1916)
- Coulthard, Jean (1908-2000)
- Courvoisier, Walter (1875-1931)
- Coward, Sir Noël (1899-1973)
- Cowen, Frederic Hymen (1852-1935)
- Cowie, Edward (1943)
- Cramer, Franz II (1783-1835)
- Cras, Jean (1879-1932)
- Cressent, Anátolé (1824-1870)
- Crosse, Gordon (1937)
- Crusell, Bernhard H (1775-1838)
- Cuclin, Dimitrie (1885-1978)
- Cui, César (1835-1918)
- Culaki, Michail I (1908-1989)
- Curschmann, Friedrich (1805-1841)
- Curubeto Godoy, Maria Isabel (1904-1959)
- Cuyàs, Vicenç (1816-1839)
- Cyško, Oles (1895-1976)
- Czyz, Henryk (1923)

## D
- Daddi, João Guilherme Bell (1813-1887)
- Dalayrac, Nicolas (1753-1809)
- Dallapiccola, Luigi (1904-1975)
- Dall'Argine, Constantino (1844-1877)
- d'Alvimare, Martin Pierre (1772-1839)
- Damase, Jean-M (1928)
- Dam, Hermann Georg (1815-1858)
- Dambis, Paul (1936)
- Damrosch, Walter (1862-1950)
- Damse, Józef (1788-1852)
- Dan, Ikuma (1924)
- Dandelot, Georges (1895-1975)
- D'Angeli, Andrea (1868-1940)
- Daniel-Lesur, Jean-Y (1908-2002)
- Danhauser, Adolphe-Léopold (1835-1896)
- Dankewitsch, Konstantin (1905-1984)
- Dannström, Isidor (1812-1897)
- Danzi, Franz (1763-1826)
- Dao, Nguyen-Th (1940)
- Daquin, Louis-Cl (1694-1772)
- da Silva Gomes e Oliveira, António (segles XVII-XIX)
- da Silva, Juan Cordeiro (segle xviii)
- D'Arcais, Francesco (1830-1890)
- Darcis, François-J (1760-1783)
- Dargomijski, Aleksandr (1813-1869)
- D'Arienzo, Nicola (1842-1915)
- Dassoucy, Charles (1605-1677)
- Daugherty, Michael (1954)
- Daussoigne-Méhul, Joseph (1790-1875)
- Dauvergne, Antoine (1713-1797)
- Davaux, Jean-Baptiste (1742-1822)
- Davesne, Pierre J (1745-1784)
- Davico, Vincenzo (1889-1969)
- David, Félicien (1810-1876)
- David, Ferdinand (1810-1873)
- David, Karl H (1884-1951)
- David, Samuel (1836-1895)
- David, Thomas Chr (1925)
- Davidenko, Alexander (1899-1934)
- Davies, Sir Peter (1934)
- Davis, Anthony (1951)
- Davit'ašvili, Meri (1924)
- Davy, John (1774-1836)
- Davydov, Stepan (1777-1825)
- De Angelis, Angelo (1750-1825)
- Debillemont, Jean-Jacques-Joseph (1821-1879)
- De Dominici, Giampaolo (1680-1758)
- De Falco, Michele (1688-1732)
- De Ferrari, Serafino A (1824-1885)
- Deffès, Pierre Louis (1819-1900)
- De Giosa, Nicola (1819-1885)
- De Koven, Henry L R (1859-1920)
- De Rogatis, Pascual (1880-1980)
- Deane, Raymond (1953)
- Debussy, Claude (1862-1918)
- Dediu, Dan (1967)
- Defossez, René (1905-1988)
- Degola, Andrea Luigi (1778-1862)
- Degola, Giocondo (1803-1845)
- Dejazet, Eugène (1820-1880)
- Delange, Herman-François (1715-1781)
- Delannoy, Marcel (1898-1962)
- Deldevez, Édouard (1817-1897)
- Delerue, Georges (1925-1992)
- Delgadillo, Luis Abraham (1867-1961)
- Delgado, Alexandre (1965)
- Delibes, Léo (1836-1891)
- Delius, Frederick (1862-1934)
- Delli Ponti, Raffaele (1864-1936)
- dell'Orefice, Giuseppe (1848-1889)
- Della Giacoma, Carlo (1858-1929)
- Della-Maria, Dominique (1769-1800)
- Deller, Florian J (1729-1773)
- Dellinger, Rudolf (1857-1810)
- Dello Joio, Norman (1913)
- Delmas, Marc (1885-1931)
- Delvincourt, Claude (1888-1954)
- De Mol, Françoise-Marie (1844-1883)
- Denhoff, Michael (1955)
- Deníssov, Iedisson (1929-1996)
- Derungs, Gion A (1935)
- Désaugiers, Marc-Antoine (1742-1793)
- Désaugiers, Marc-Antoine Madeleine (1772-1827)
- Desbrosses, Robert (1719-1799)
- Deševov, Vladimir M (1889-1955)
- Desgranges, Félix (1858-1920)
- Deshayes, Prosper-Didier (1750-1815)
- Desmarest, Henry (1661-1741)
- Desormery, Léopold-Bastien (1740-1810)
- Desportes, Yvonne (1907-1993)
- Despréaux, Jean-Étienne (1748-1820)
- Dessau, Paul (1894-1979)
- Dessauer, Joseph (1798-1876)
- Destouches, André C (1672-1749)
- Destouches, Franz Seraph von (1772-1844)
- Deswert, Jules (1843-1891)
- Deszczyński, Józef (1781-1844)
- Devčić, Natko (1914-1997)
- Devienne, François (1759-1803)
- Devin Duvivier, Alphonse (1827-1907)
- Dézède, Nicolas (1745-1792)
- Diaz de la Peña, Eugène-Émile (1837-1901)
- Dibák, Igor (1947)
- Dibdin, Charles (1745-1814)
- Dieter, Christian L (1757-1822)
- Dietrich, Albert (1829-1908)
- Dietsch, Pierre-L (1808-1865)
- Dimitrescu, Constantin (1847-1928)
- Dimmler, Franz Anton (1753-1827)
- Dimov, Božidar (1935)
- Dimov, Ivan (1927)
- Dinescu, Violeta (1953)
- Dittersdorf, Carl Ditters von (1739-1799)
- Dobronić, Antun (1878-1955)
- Dobrovejn, Isaj A (1891-1953)
- Dobrzyński, Ignacy (1777-1841)
- Dobrzyński, Ignacy Feliks (1807-1867)
- Doche, Joseph-D (1766-1825)
- Doche, Alexandre Pierre Joseph (1799-1849)
- Dodgson, Stephen (1924)
- Döhl, Friedhelm (1936)
- Dohnányi, Ernst von (1877-1960)
- Dolije, Viktor (1890-1933)
- Dominiceti, Cesare (1821-1888)
- Donati, Pino (1907)
- Donatoni, Franco (1927-2000)
- Donizetti, Gaetano (1797-1848)
- Donnini, Girolamo (169...?-1751)
- Donostia, José Antonio de (1886-1956)
- Dopper, Cornelis (1870-1939)
- Doppler, Adolf (1850-1906)
- Doppler, Franz (1821-1883)
- Doppler, Karl (1825-1900)
- Doret, Gustave (1866-1943)
- Dorn, Heinrich (1804-1892)
- Dostal, Hermann (1874-1930)
- Dostal, Nico (1895-1981)
- Doß, Adolf von (1825-1886)
- Douai, Emile (1802-[...?])
- Doubrava, Jaroslav (1908-1960)
- Dourlen, Victor (1780-1864)
- Dove, Jonathan (1959)
- Draeseke, Felix (1835-1913)
- Draghi, Antonio (1634-1700)
- Draghi, Giovanni Battista (segle XVII)
- Dragoi, Sabin (1894-1968)
- Drdla, Franz (1868-?)
- Dresden, Sem (1881-1957)
- Drese, Adam (1620-1701)
- Dressel, Erwin (1909)
- Drieberg, Friedrich Johann von (1780-1856)
- Dreuilh, Jean-Jacques (1773-1858)
- Drexel, Johann Chr (1758-1801)
- Dreyfus, Georg (1928)
- Driessler, Johannes (1921-1998)
- Drigo, Riccardo E (1846-1930)
- Droste-Hülshoff, Maximilian Fr von (1764-1840)
- Družecký, Jiří (1745-1819)
- Dubensky, Arcady (1890-1966)
- Dubois, Léon (1859-1935)
- Dubois, Théodore (1837-1924)
- Dubuisson, Pierre Ulric (1746-1794)
- Ducassi, Manuel (1819-1844)
- Ducol, Bruno (1948)
- Dütsch, Otto (1823-1863)
- Dufourt, Hugues (1943)
- Dufresne, Alfred (1822-1863)
- Duggan, John (1817-?)
- Duhamel, Antoine (1925)
- Dukas, Paul (1865-1935)
- Duke, Vernon (1903-1969)
- Dumitrescu, Gheorghe (1914-1996)
- Dumonchau, Charles-F (1775-1821)
- Dunaeivski, Issaak (1900-1955)
- Dunhill, Thomas (1877-1946)
- Duni, Antonio (1700-1766)
- Duni, Egidio Romualdo (1709-1775)
- Duniecki, Stanisław (1839-1870)
- Dupont, Gabriel (1878-1914)
- Duprato, Jules (1827-1892)
- Duprez, Gilbert (1806-1896)
- Dupuis, Sylvain (1856-1931)
- Du Puy, Édouard (1770-1822)
- Duquesnoy (músic) (1759-1822)
- Duran, Josep (1730-1802)
- Durey, Louis (1888-1979)
- Durkó, Zsolt (1934-1997)
- Durón, Sebastián (1660-1716)
- Durutte, Françoise-Antoine-Camille, comte de (1803-1881)
- Dusapin, Pascal (1955)
- Dusík, Gejza (1907-1988)
- Dussek, Franz Benedict (1765-1817)
- Dussek, Jan Ladislav (1760-1812)
- Dutillieu, Pierre (1754-1798)
- Duval, Mlle (1718-vers el 1775)
- Duvernoy, Victor Alphonse (1842-1907)
- Duyse, Florimund van (1843-1915)
- Dvarionas, Balys (1904-1972)
- Dvořáček, Jiří (1928)
- Dvořák, Antonín (1841-1904)
- Dvoráková, Markéta (1977)
- Dzerjinski, Ivan (1909-1978)

## E
- Ebell, Heinrich Karl (1775-1824)
- Eben, Petr (1929)
- Eberl, Anton (1765-1807)
- Ebers, Carl Friedrich (1770-1836)
- Eberwein, Carl (1786-1868)
- Eberwein, Traugott M (1775-1831)
- Ecclestone, Edward (1650-1735)
- Eccles, John (1668-1735)
- Echevarría López, Victorino (1900-1965)
- Eckert, Karl Anton (1820-1870)
- Edelmann, Jean-F. (1749-1794)
- Eder, Helmut (1916-2005)
- Edlund, Lars (1922)
- Edwards, Julian (1855-1910)
- Eeden, Jan van den (1842-1917)
- Eggen, Arne (1881-1955)
- Egger, Max (1863-1962)
- Eggert, Joachim Nicolas (1779-1813)
- Eggert, Moritz (1965)
- Egk, Werner (1901-1983)
- Ehrenberg, Carl (1878-1962)
- Ehrhart, Léon (1854-1875)
- Ehrlich, Abel (1915-2003)
- Ehrlich, Friedrich (1812-1887)
- Eichberg, Julius (1828-1893)
- Eichborn, Hermann Ludwig (1847-1918)
- Einem, Gottfried von (1918-1996)
- Einödshofer, Julius (1863-1930)
- Eisenhuth, Đuro (1841-1891)
- Eisenmann, Will (1906-1992)
- Eisler, Hanns (1898-1962)
- Eixpai, Andrei Iàkovlevitx (1925-2015)
- Eklund, Hans (1927-1999)
- Elling, Catharinus (1858-1942)
- Eler, André-Frédéric (1764-1821)
- Elgar, Edward (1857-1934)
- Elsner, Józef Ksawery (1769-1854)
- Elwart, Antoine-Elie (1808-1877)
- Emborg, Jens L (1876-1957)
- Emmerich, Robert (1836-1891)
- Emmert, Adam Joseph (1765-1812)
- Enckhausen, Heinrich Friedrich (1799-1885)
- Enescu, George (1881-1955)
- Engelmann, Hans U (1921)
- Engländer, Ludwig (1853-1914)
- Enna, August (1859-1939)
- Eötvös, Peter (1944)
- Erbse, Heimo (1924-2005)
- Erding, Susanne (1955)
- Erkel, Ferenc (1810-1893)
- Erlanger, Frédéric Alfred d' (1868-1943)
- Erlanger, Camille (1863-1919)
- Ermatinger, Erhart (1900-1966)
- Ernesaks, Gustav (1908-1993)
- Ernst II. Herzog von Sachsen-Coburg und Gotha (1818-1893)
- Erőd, Iván (1936)
- Errichelli, Pasquale (1730-1775)
- Ertel, Jean Paul (1865-1933)
- Escudero, Francisco (1912-2002)
- Eslava, Hilarión (1807-1878)
- Espadaler i Colomer, Joan Baptista (1878-1917)
- Espino y Teysler, Casimiro (1845-1888)
- Esplà i Triay, Òscar (1886-1976)
- Esposito, Michele (1855-1929)
- Esser, Heinrich (1818-1872)
- Esser, Karl (1737-1795)
- Essyad, Ahmed (1939)
- Estela, Lluch Enrique (1894-1975)
- Estella Barrado, José (1864-?)
- Ettinger, Max (1874-1951)
- Europe, James (1880-1919)
- Everhartz, Jury (1971)
- Eybler, Joseph L Edler von (1765-1846)
- Eyken, Heinrich Robert van (1861-1908)
- Eysler, Edmund (1874-1949)

## F
- Fabbrini, Giuseppe (1660-1708)
- Fabre d'Olivet, Antoine (1767-1825)
- Fabrizi, Vincenzo (1764-1812)
- Faccio, Franco (1840-1891)
- Facco, Giacomo (1676-1753)
- Fago, Nicola (1677-1745)
- Fahrbach der Ältere, Philipp (1815-1885)
- Falchi, Stanislao (1851-1922)
- Fall, Leo (1873-1925)
- Fall, Moritz (1848-1922)
- Fall, Richard (1882-1945)
- Falla y Matheu, Manuel de (1876-1946)
- Famintsín, Aleksandr S. (1841-1896)
- Farinelli, Giuseppe (1769-1836)
- Eduard Farkas (1852-1912)
- Farkas, Ferenc (1905-2000)
- Fassbaender, Peter (1869-1920)
- Fasch, Johann Friedrich (1688-1758)
- Fasoli, Francesco (16??-1712)
- Fauré, Gabriel (1845-1924)
- Favart, Charles-N-J-J (1749-1806)
- Favart, Charles-Simon (1710-1792)
- Febel, Reinhard (1952)
- Fedele, Ivan (1953)
- Fedeli, Ruggiero (1655-1722)
- Federici, Vincenzo (1764-1826)
- Feld, Jindřich d. J. (1925)
- Feldman, Morton (1926-1987)
- Felici, Alessandro (1742-1772)
- Fellbom, Claes (1943)
- Femelidi, Volodymyr (1905-1931)
- Fenaroli, Fedele (1730-1818)
- Fénelon, Philippe (1952)
- Fenigstein, Victor (1924)
- Fennimore, Joseph (1949)
- Fenton, George (1949)
- Feo, Francesco A (1691-1761)
- Fere, Vladimir G (1902-1971)
- Ferency, Oto (1921-2000)
- Fernández Arbós, Enrique (1863-1939)
- Fernández Caballero, Manuel (1835-1906)
- Fernández, Òscar Lorenzo (1897-1948)
- Ferneyhough, Brian (1943)
- Fernström, John (1897-1961)
- Ferrer i de Manresa, Melcior (1821-1884)
- Ferradini, Antonio (1718-1779)
- Ferrandini, Giovanni B (1710-1791)
- Ferrari Trecate, Luigi (1884-1964)
- Ferrari, Benedetto (1597-1681)
- Ferrari, Emilio (1851-1933)
- Ferrari, Giacomo G (1763-1842)
- Ferrari, Giorgio (1925)
- Ferrari, Luc (1929-2005)
- Ferrero, Lorenzo (1951)
- Ferroni, Vincenzo (1858-1934)
- Fesca, Friedrich E (1789-1826)
- Fesch, Willem (1687-1761)
- Fétis, François-J (1784-1871)
- Février, Henri (1875-1957)
- Fiala, George (1922)
- Fibich, Zdeněk (1890-1900)
- Ficher, Jacobo (1896-1978)
- Fiebach, Otto (1851-1937)
- Fielitz, Alexander von (1860-1930)
- Figuš-Bystrý, Viliam (1875-1937)
- Filiasi, Lorenzo (1878-1963)
- Filippenko, Arkadi (1912-1983)
- Finger, Gottfried (1660-1730)
- Findeisen, Otto (1862-1947)
- Finke, Fidelio Friedrich (1891-1968)
- Finney, Ross L (1906-1997)
- Finnissy, Michael (1946)
- Fino, Giocondo (1867-1950)
- Finzi, Graciane (1945)
- Fiocco, Pietro A (1654-1714)
- Fioravanti, Valentino (1764-1837)
- Fioravanti, Vincenzo (1799-1877)
- Fiorè, Andrea St (1686-1732)
- Fiorillo, Ignazio (1715-1787)
- Fioroni, Giovanna A (1716-1778)
- Firsova, Elena O (1950)
- Fischer, Anton F (1778-1808)
- Fischer, Jan F (1921-2006)
- Fischer, Johann C F (1656-1746)
- Fischer, Matthäus (1763-1840)
- Fischietti, Domenico (1725-1783)
- Fischietti, Giovanni (1692-1743)
- Fišer, Luboš (1935-1999)
- Fisher, John A (1744-1806)
- Fitingof-Šel', Boris A (1829-1901)
- Flechtenmacher, Alexandru (1823-1898)
- Fleischer, Friedrich G (1722-1806)
- Fleischmann, Friedrich (1766-1798)
- Fleischmann, W I (1913-1941)
- Flégier, Ánge (1846-1927)
- Flender, Reinhard D (1953)
- Floquet, Étienne-Joseph (1748-1785)
- Florio, Charles H (1770-1820)
- Flotow, Friedrich von (1812-1883)
- Floyd, Carlisle (1926)
- Flury, Richard (1896-1967)
- Fodor, Carel Anton (1759-1849)
- Foerster, Anton (1837-1926)
- Foerster, Josef B (1859-1951)
- Foignet, François (1780-1845)
- Foignet, Charles Gabriel (1750-1823)
- Folville, Eugénie-Emilie Juliette (1870-1946)
- Fomin, Evstignej I (1761-1800)
- Fonseca, Julio (1885-1950)
- Fontenelle, Granges de (1769-1819)
- Forest, Jean K (1909-1975)
- Fornerod, Aloÿs (1890-1965)
- Forns y Quadras, José (1898-1952)
- Foroni, Jacopo (1825-1858)
- Förster, Josef (1859-1951)
- Forsyth, Cecil (1870-1947)
- Forster, Joseph (1838-1917)
- Forte, Vicente (1888-1966)
- Fortner, Wolfgang (1907-1987)
- Förtsch, Johann Philipp (1652-1732)
- Fortunati, Gian Francesco (1746-1821)
- Fortunato, Antonio (1859-1951)
- Foss, Lukas (1922)
- Fourdrain, Félix (1880-1928)
- Fournier, Emile-Eugene-Alix (1864-1897)
- Fracassi, Elmerico
- Françaix, Jean (1912-1997)
- Fragerolle, Georges (1855-1920)
- Framery, Nicolás Etienne (1745-1810)
- Franceschini, Petronio (1651-1680)
- Franchetti, Alberto (1860-1942)
- Franck, César (1822-1890)
- Franck, Johann W. (1641-1688)
- Franckenstein, Clemens von (1875-1942)
- Franco y Ribate, José (1878-1951)
- Franco y de Bordons, José Maria (1894-1971)
- Francœur, François (1698-1787)
- Francœur, Louis-J (1738-1804)
- Frank, Ernst (1847-1889)
- Fränzl, Ferdinand (1767-1833)
- Frazzi, Vito (1888-1975)
- Freitas, Frederico de (1902-1980)
- Freitas Gazul, Francisco de (1842-1925)
- Freschi, Domenico (1634-1710)
- Frešo, Tibor (1918-1987)
- Freudenberg, Wilhelm (1838-1928)
- Frid, Grigori (1915)
- Fridzeri, Alessandro M.A. (1741-1825)
- Frieberth, Joseph (1724-1799)
- Friedheim, Arthur (1859-1932)
- Freitas Gazul, Francisco de (1842-1925)
- Friemann, Witold (1889-1977)
- Frigel, Pehr (1750-1846)
- Friml, Rudolf (1879-1982)
- Frischmuth, Johann Chr (1741-1790)
- Fröhlich, Johannes Frederik (1806-1860)
- Froelich, Franz Josef (1780-1862)
- Fromm, Karl Josef (1878-1923)
- Frommel, Gerhard (1906-1984)
- Frotzler, Charles (1873-1960)
- Frumerie, Gunnar (1908-1987)
- Fry, William H (1813-1864)
- Fuchs, Ferdinand Karl (1811-1848)
- Fuchs, Johann Nepomuk (1842-1899)
- Fuchs, Robert (1847-1927)
- Fuchs, Albert (1858-1910)
- Fuentes Matons, Laureano (1825-1898)
- Furno, Giovanni (1748-1837)
- Fürst, Paul W (1926)
- Füssl, Karl H (1924-1992)
- Fueter, Daniel (1949)
- Furrer, Beat (1954)
- Fusz, János (1777-1819)
- Futterer, Carl (1873-1927)
- Fux, Johann J. (1660-1741)

## G
- Gabellone, Gaspare (1727-1796)
- Gabellone, Michele (1692-1740)
- Gabičvaje, Revaz (1913-1999)
- Gabriel, Max (segle xix i XX)
- Gabrielli, Domenico (1659-1690)
- Gabrielli, Nicolò (1814-1891)
- Gabunia, Nodar (1933-2000)
- Gabussi, Vincenzo (1800-1846)
- Gade, Axel Wilhelm (1860-1921)
- Gade, Niels W (1817-1890)
- Gaelle, Meingosus (1752-1816)
- Gaffi, Tommaso B (1667-1744)
- Gagliano, Marco da (1575-1642)
- Gagneux, Renaud (1947)
- Gail, Sophie (1775-1819)
- Gaito, Constantino V (1878-1945)
- Gál, Hans (1890-1987)
- Galante, Carlo (1959)
- Galeotti, Cesare (1872-1929)
- Gall, Jan K (1856-1912)
- Galli, Amintore (1845-1919)
- Galliard, Johann Ernst (1680-1747)
- Gallignani, Giuseppe (1851-1923)
- Galuppi, Baldassare (1706-1785)
- Gammieri, Erennio (1836-1916)
- Gandini, Alessandro (1807-1871)
- Gandini, Antonio (1786-1842)
- Gandini, Gerardo (1936)
- Gaos, Andrés (1887-1959)
- Ganne, Louis Gaston (1862-1923)
- García Abril, Antón (1933)
- García Estrada, Juan (1895-1961)
- García Fajer, Francisco J (1730-1809)
- García Morillo, Roberto (1911)
- Garcia Robles, Josep (1835-1910)
- García Román, José (1945)
- Gardner, John Linton (1917-2011)
- Gariboldi, Giuseppe (1833-1905)
- Gasco, Albert (1879-1939)
- Gasparini, Francesco (1661-1727)
- Gasparini, Quirino (1721-1778)
- Gassmann, Florian L. (1729-1774)
- Gast, Peter (1854-1918)
- Gastinel, Léon (1823-1906)
- Gattermeyer, Heinrich (1923)
- Gatti, Luigi (1740-1817)
- Gatti, Theobaldo (1650-1727)
- Scott-Gatty, Alfred (1847-1918)
- Gatty, Nicholas (1874-1946)
- Gautier, Eugène (1822-1878)
- Gaultier, Pierre (1642-1696)
- Gavazzeni, Gianandrea (1909-1996)
- Gaveaux, Pierre (1760-1825)
- Gaviniés, Pierre (1728-1800)
- Gaztambide Garbayo, Joaquín R (1822-1870)
- Gazzaniga, Giuseppe (1743-1818)
- Gebel, Franz X (1787-1843)
- Gédalge, André (1856-1926)
- Gefors, Hans (1953)
- Gehot, Joseph (1756-1793)
- Geißler, Fritz (1921-1984)
- Geisler, Paul (1856-1919)
- Genast, Eduard Franz (1797-1866)
- Genée, Richard (1823-1895)
- Generali, Pietro (1773-1832)
- Geništa, Iosif I (1795-1853)
- Genovés Lapetra, Tomás (1806-1861)
- Gentile, Ada (1947)
- Georges, Alexandre (1850-1938)
- Georgescu, Corneliu D (1938)
- Gerbič, Fran (1840-1917)
- Gerhard Ottenwaelder, Robert (1896-1970)
- Gericke, Wilhelm (1845-1925)
- Gerlach, Theodor (n. 1861)
- Gerli, Giuseppe (1812-1885)
- German, Edward (1862-1936)
- Gershwin, George (1898-1937)
- Gerster, Ottmar (1897-1969)
- Gervais, Charles-Hubert (1671-1744)
- Gevaert, François-A (1828-1908)
- Geyer, Flodoardo (1811-1872)
- Ghedini, Federico Giorgio (1892-1965)
- Gherardesca, Filippo (1738-1808)
- Ghisi, Federico (1902-1975)
- Ghislain, Baró de Peellaert Agustí (1793-1876)
- Ghislanzoni, Alberto (1916)
- Giacobbi, Girolamo (1567-1629)
- Giacomelli, Geminiano (1692-1740)
- Giai, Giovanni A (1690-1764)
- Gianella, Luigi (17??-1817)
- Giannetti, Giovanni (1869-1934)
- Gianettini, Antonio (1648-1721)
- Giannini, Vittorio (1903-1966)
- Giardini, Felice (1716-1796)
- Gibbons, Christopher (1615-1676)
- Gibelli, Lorenzo (1718-1812)
- Gibert, Paul-C (1717-1787)
- Gide, Casimir (1804-1868)
- Gilardi Bignelli, Gilardo (1889-1963)
- Gilbert, Anthony (1934)
- Gilbert, Henry F. (1868-1928)
- Gilbert, Jean (1879-1942)
- Gilbert, Robert (1899-1978)
- Gillier, Jean-Cl (1667-1737)
- Gillis, Don (1912-1978)
- Gilse, Jan van (1881-1944)
- Gilson, Paul (1865-1942)
- Giménez y Bellido, Gerónimo (1852-1923)
- Ginastera, Alberto (1916-1983)
- Giner Vidal, Salvador (1832-1911)
- Giordani, Carmine (1685-1758)
- Giordani, Giuseppe (1751-1798)
- Giordani, Tommaso (1730-1806)
- Giordano, Umberto (1867-1948)
- Giorza, Paolo (1832-1914)
- Giosa, Nicolo de (1819-1885)
- Giroust, François (1730-1799)
- Giovannini, Alberto (1840-..?)
- Giró i Ribé,Manuel (1848-1916)
- Glachant, Antoine-Ch (1770-1851)
- Gladkovskij, Arsenij P (1894-1945)
- Glanert, Detlef (1960)
- Glanville-Hicks, Peggy (1912-1990)
- Gläser, Franz (1798-1861)
- Glass, Philip (1937)
- Glenck, Hermann von (1883-1952)
- Glickh, Rudolf (1864-1927)
- Gleißner, Franz (1761-1818)
- Glière, Reinhold (1875-1956)
- Glinka, Mikhaïl (1804-1857)
- Glodeanu, Liviu (1938-1978)
- Ġlonti, P'elik's (1927)
- Glover, William Howard (1819-1875)
- Gluck, Christoph W. (1714-1787)
- Gnecchi, Vittorio (1876-1954)
- Gnecco, Francesco (1769-1810)
- Gobatti, Stefano (1852-1913)
- Godard, Benjamin (1849-1895)
- Godefroid, Félix (1818-1897)
- Godefroid, Jules-Joseph (1811-1840)
- Goebbels, Heiner (1952)
- Goehr, Alexander (1932)
- Goepfart, Carl Edward (1859-1942)
- Goepp, Philip Henry (1864-1936)
- Goethe, Walter von (1817-1855)
- Goetz, Hermann (1840-1876)
- Goetze, Walter W (1883-1961)
- Goetzl, Anselm (18??-1923)
- Goeyvaerts, Karel (1923-1993)
- Gold'envejzer, Aleksandr B (1875-1961)
- Goldberg, Lucio (1907-1966)
- Goldmann, Friedrich (1941-2009)
- Goldmark, Karl (1830-1915)
- Goldschmidt, Adalbert von (1848-1906)
- Goldschmidt, Berthold (1903-1996)
- Goleminov, Marin (1908-2000)
- Goldbeck, Robert (1839-1908)
- Gomes, Carlos (1836-1896)
- Gomes Cardim, Joäo Pedro (Segle XIX-xx)
- Araújo, João Gomes de (1849-1943)
- Gómez García, Julio (1886-1973)
- Gomis Colomer, José M (1791-1836)
- Gontzalo Zulaika, Jose (1886-1956)
- González Acilú, Agustín (1929)
- Goodman, Alfred (1920)
- Goossens, Eugène (1893-1962)
- Goraczkiewicz, Wincenty (1789-1858)
- Gordigiani, Giovanni Batista (1795-1871)
- Gordigiani, Luigi (1806-1860)
- Gorno, Albino (segle XIX-XX)
- Gorter, Albert (1862-1936)
- Gossec, François-J (1734-1829)
- Gotovac, Jakov (1930)
- Gotthard, Jan Peter (1839-1919)
- Götze, Augusta (1840-?)
- Götze, Carl (1846-1887)
- Goublier, Henri (1888-1951)
- Gounod, Charles François (1818-1893)
- Grabner, Hermann (1886-1969)
- Grabu, Luis (16??-17??)
- Graener, Paul (1872-1944)
- Graetz, Joseph (1760-1826)
- Gräfe, Johann Fr (1711-1787)
- Graffigna, Achille (1816-1896)
- Grammann, Karl (1842-1897)
- Granados Campiña, Enric (1867-1916)
- Grandjean, Axel (1847-1932)
- Grandval, Marie de (1830-1907)
- Granichstaedten, Bruno (1879-1944)
- Graun, Carl Heinrich (1703-1759)
- Graupner, Christoph (1683-1760)
- Grečaninov, Aleksandr T (1864-1956)
- Greene, Maurice (compositor) (1696-1765)
- Greith, Karl (1828-1887)
- Gregh, Louis (1843-1915)
- Greif, Olivier (1950-2000)
- Grenet, François-L (1700-1753)
- Gresnick, Antoine-Frédéric (1755-1799)
- Grétry, André (1741-1813)
- Griesbach, John Henry (1789-1875)
- Griesbach, Karl-R (1916-2000)
- Griffes, Charles T. (1884-1920)
- Grillet, Laurent (1851-1901)
- Grimm, Hans (1886-1965)
- Grinblat, Romuald (1930-1995)
- Grisar, Albert (1808-1869)
- Grosheim, Georg Chr. (1764-1841)
- Grossi, Carlo (1634-1688)
- Grossi, Giovanni Francesco (1653-1697)
- Grossmann, Ludwik (1835-1915)
- Grossmann, Robert (1953)
- Grosz, Wilhelm (1894-1939)
- Gruber, Heinz K (1943)
- Gruenberg, Louis (1884-1964)
- Grund, Friedrich Wilhelm (1791-1874)
- Grünewald (1859), Gottfried Grünewald (1859-[...?])
- Guaccero, Domenico (1927-1984)
- Guanyabens i Giral, Nicolau (1826-1889)
- Guarino, Carmine (1893-1965)
- Guarnieri, Mozart Camargo (1907-1993)
- Guerrero, Jacinto (1895-1951)
- Guerrini, Guido (1890-1965)
- Gürrlich, Joseph A (1761-1817)
- Guglielmi, Pietro A (1728-1804)
- Guglielmi, Pietro C (1772-1817)
- Gurh, Carl Wilhelm Ferdinand (1787-1848)
- Gui, Vittorio (1885-1975)
- Guillemain, Louis-G (1705-1770)
- Guimet, Émile Étienne (1836-1918)
- Guinjoan Gispert, Joan (1931)
- Guiraud, Ernest (1837-1892)
- Gulak-Artemowski, Semjon St (1813-1873)
- Gumbert, Ferdinand (1818-1896)
- Gunsbourg, Raoul (1860-1955)
- Guo Wenjing (1956)
- Guridi Bidaola, Jesús (1886-1961)
- Gurlitt, Cornelius (1820-1901)
- Gurlitt, Manfred (1890-1972)
- Gutiérrez, Benjamín (1937)
- Felipe, Gutiérrez i Espinoza (1825-1899)
- Güttler, Hermann (1887- 1963)
- Guzewski, Adolphe (1876-1920)
- Guzmán Bravo, José A (1946)
- Gyrowetz, Adalbert (1763-1850)

## H
- Haan, Willem de (1849-1930)
- Haas, Georg Friedrich (1953)
- Haas, Pavel (1899-1944)
- Hába, Alois (1893-1973)
- Haas, Joseph (1879-1960)
- Hába, Karel (1898-1972)
- Hacibäyov, Soltan (1919-1974)
- Hacibäyov, Üzeyir H (1885-1948)
- Hacıbäyov/Gadžibekov, Soltan I (1919-1974)
- Hacıbäyov/Gadžibekov, Üzeyir A H (1885-1948)
- Haciyev, Cövdät (1917)
- Haciyev, Rauf S (1922-1995)
- Hadley, Henry K (1871-1937)
- Haeffner, Johann Chr Fr (1759-1833)
- Haenni, Charles (1867-1953)
- Hagen, Daron A (1961)
- Hahn, Georg J J (1712-1772)
- Hahn, Reynaldo (1874-1947)
- Haibel, Jakob (1762-1826)
- Haile, Eugen (1873-1933)
- Halévy, Jacques Fromental (1799-1862)
- Halffter Escriche, Ernesto (1905-1989)
- Halffter Jiménez-Encina, Cristóbal (1930)
- Hallén, Andreas (1846-1925)
- Hällström, Ivar (1826-1901)
- Hamal, Henri (1744-1820)
- Hamal, Jean-N (1709-1778)
- Hambræus, Bengt (1928-2000)
- Hamerik, Asger (1843-1923)
- Hamerik, Ebbe (1898-1951)
- Hamilton, Iain (1922-2000)
- Hamlisch, Marvin (1944-2012)
- Händel, Georg Fr (1685-1759)
- Hanell, Robert (1925)
- Hanke, Carl (1749-1803)
- Hanser, Wilhelm (1738-1796)
- Hanson, Howard (1896-1981)
- Hanssens (junior), Charles-Louis (1802-1871)
- Hanssens, Charles-Louis (1777-1852)
- Hanuš, Jan (1915)
- Harapi, Tonin (1928-1992)
- Harbison, John H (1938)
- d'Harcourt, Eugène (1859-1918)
- Hargreaves, Francisco (1849-1900)
- Harper, Edward J (1941)
- Harriss, Charles Albert Edwin (1862-1929)
- Harris, Charles Kassell (1865-1931)
- Harrison, Lou (1917)
- Harsányi, Tibor (1898-1954)
- Hartl, Jindřich (1856-1900)
- Hartmann, Emil (1836-1898)
- Hartmann, Johann J (1726-1793)
- Hartmann, Johan Peter Emilius (1805-1900)
- Hartmann, Karl A (1905-1963)
- Hartog, Eduard de (1829-1909)
- Harvey, Jonathan (1939)
- Häser, August F (1779-1844)
- Hasse, Johann A (1699-1783)
- Hässy, Günter (1944)
- Hatton, John Liptrot (1809-1886)
- Hatze, Josip (1879-1959)
- Haubenstock-Ramati, Roman (1919-1994)
- Hauer, Josef Matthias (1883-1959)
- Haug, Hans (1900-1967)
- Haupt, Walter (1935)
- Hausegger, Siegmund von (1872-1948)
- Haydn, Joseph (1732-1809)
- Haydn, Michael (1737-1806)
- Hazon, Roberto (1930)
- Heger, Robert (1886-1978)
- Heggie, Jake (1961)
- Hein, Silvio (1879-1928)
- Heinichen, Johann David (1683-1729)
- Heininen, Paavo Johannes (1938)
- Heiniö, Mikko (1948)
- Heinze, Gustaaf Adolf (1820-1904)
- Heise, Peter A (1830-1879)
- Hellmesberger, Joseph jun (1855-1907)
- Hellmesberger, Josef (1855-1907)
- Hellwig, Karl Friedrich Ludwig (1773-1838)
- Helm, Everett (1913-1999)
- Helmont, Adrien-J (1747-1830)
- Helmont, Charles-J (1715-1790)
- Hemel, Oscar van (1892-1981)
- Henderson, Alva (1940)
- Henkemans, Hans (1913-1995)
- Henrich, Hermann (1891-1981)
- Henrion, Paul (1817-1901)
- Henriques, Fini (1867-1940)
- Hensel, Johann D (1757-1839)
- Henze, Hans W (1926)
- Henschel, Isidor Georg (1850-1934)
- Herbain, Chevalier d' (1730-1769)
- Herbert, Victor (1859-1924)
- Herbert, Willi (1956)
- Herchet, Jörg (1943)
- Hering, Karl E (1807-1879)
- Herman, Gerald (1933)
- Herman, Reinhold Ludwig (1849-1919)
- Hermann, E. Hans S. (1870-[...?])
- Hernández Moncada, Eduardo (1899-1995)
- Hernández Salces, Pablo (1834-1910)
- Hérold, Ferdinand (1791-1833)
- Herrando, José de (1720-1763)
- Herrmann, Bernard (1911-1975)
- Herrmann, Gottfried (1808-1878)
- Herrmann, Hugo (1896-1967)
- Hersant, Philippe (1948)
- Hervé (1825-1892)
- Hervey, Arthur (1855-1942)
- Hespos, Hans-Joachim (1938)
- Hetsch, Louis (1806-1872)
- Heuberger, Richard (1850-1914)
- Heuser, Ernst (1863-1942)
- Heusinger, Detlef (1956)
- Hewitt, James (1770-1827)
- Heymann, Werner R (1896-1961)
- Hidalgo, Juan (1614-1685)
- Hidebrand, Camillo (1876-1953)
- Hiles, Henry (1826-1904)
- Hill, Alfred (1870-1960)
- Hillemacher, (Paul i Lucien) (Paul, 1852-1933; Lucien 1860-1909)
- Hiller, Ferdinand von (1811-1885)
- Hiller, Friedrich A (1767-1812)
- Hiller, Johann A (1728-1804)
- Hiller, Wilfried (1941)
- Hilsberg, Esther (1975)
- Himmel, Friedrich H (1765-1814)
- Hindemith, Paul (1895-1963)
- Hippe, Stefan (1966)
- Hlebaŭ, Jaŭhen A (1929-2000)
- Hlobil, Emil (1901-1987)
- Hobcroft, Rex (1925-2013)
- Hoch, Francesco (1943)
- Hochberg, Hans H (1843-1926)
- Hoddinott, Alun (1929)
- Høeberg, Georg V (1872-1950)
- Hoey, Gustaaf van (1835-1913)
- Höfer, Franz (1880-1953)
- Høffding, Finn (1899-1997)
- Höffer, Paul (1895-1949)
- Hoffmann, Ernst Th A (1776-1822)
- Hofmann, Heinrich (1842-1902)
- Hoffmeister, Franz A (1754-1812)
- Hofmann, Heinrich K J (1842-1902)
- Hofmann, Kazimierz (1842-1911)
- Hofmeyr, Hendrik P (1957)
- Hoiby, Lee (1926)
- Højsgaard, Erik (1954)
- Hol, Rijk (1825-1904)
- Holbrooke, Joseph (1878-1958)
- Holenia, Hanns (1890-1972)
- Hollaender, Friedrich (1896-1976)
- Hollaender, Victor (1866-1940)
- Hollander, Benno (1853-1942)
- Holland, Johann D (1746-1827)
- Höller, York (1944)
- Holliger, Heinz (1939)
- Holloway, Robin G (1943)
- Holly, Franz A. (1747-1783)
- Holmboe, Vagn (1909-1996)
- Holmes, Alfred (1837-1876)
- Holmès, Augusta (1847-1903)
- Holoubek, Ladislav (1913-1994)
- Holst, Gustav (1874-1934)
- Holstein, Franz von (1826-1878)
- Hölszky, Adriana (1953)
- Holt, Simon (1958)
- Holzbauer, Ignaz (1711-1783)
- Honegger, Arthur (1892-1955)
- Hoof, Jeef van (1886-1959)
- Hook, James (1746-1827)
- Hopkins, Anthony (1921)
- Hopp, Julius (1819-1885)
- Horký, Karel (1909-1988)
- Horn, Charles E (1786-1849)
- Horneman, C. F. E. (1740-1806)
- Horovitz, Joseph (1926)
- Horvat, Stanko (1930)
- Hoven, Johann (1803-1883)
- Hovhannisyan, Êdgar (1930-1998)
- Hovhaness, Alan (1911-1963)
- Hrímalý, Vojtěch (1842-1908)
- Hristić, Stevan (1885-1958)
- Hubarenko, Vitalij (1934-2000)
- Hubay, Jenő (1858-1937)
- Huber, Joseph (1837-1886)
- Huber, Hans (1852-1921)
- Huber, Klaus (1924)
- Huber, Nicolaus A (1939)
- Hué, Georges-A (1858-1948)
- Huguenet, Jacques Christophe (1680-1729)
- Hüttenbrenner, Anselm (1794-1868)
- Hullah, John P (1812-1884)
- Humel, Gerald (1931)
- Humfrey, Pelham (1647-1674)
- Hummel, Bertold (1925-2002)
- Hummel, Ferdinand (1855-1928)
- Hummel, Franz (1939)
- Hummel, Johann N (1778-1837)
- Humperdinck, Engelbert (1854-1921)
- Huré, Jean (1877-1932)
- Hurník, Ilja (1922)
- Hus-Desforges, Pierre-L (1773-1838)
- Huszka, Jenő (1875-1960)
- Hvoslef, Ketil (1939)

## I
- Ibert, Jacques (1890-1962)
- Ichiyanagi, Toshi (1933)
- Iglesias Villoud, Héctor (1913-1988)
- Ikebe, Shinichirō (1943)
- Ikonomov, Bojan (1900-1973)
- Iliev, Konstantin (1924-1988)
- Ilinski, Aleksandr (1859-1920)
- Indy, Vincent d' (1851-1931)
- Inghelbrecht, Désiré-E (1880-1965)
- Insanguine, Giacomo (1728-1795)
- Inzenga Castellanos, José (1828-1891)
- Ipavec, Benjamin (1829-1909)
- Ippolitov-Ivanov, Michail (1859-1935)
- Irgens-Jensen, Ludvig (1894-1969)
- Irino, Yoshirō (1921-1980)
- Irmler, Alfred (1891-1975)
- Iščenko, Jurij (1938)
- Ishii, Maki (1936)
- Isouard, Nicolas (1775-1818)
- Istel, Edgard (1880-1948)
- Ituarte, Julio (1845-1905)
- Ivànov, Mikhaïl Mikhàilovitx (1849-1927)
- Ivimey, John Wilheim (1868-1961)
- Ivry, Richard, Marquès d' (1829-1903)

## J
- Jackson, William (1730-1803)
- Jacob, Maxime (1906-1977)
- Jacquet, Élisabeth (1665-1729)
- Jadin, Hyacinthe (1776-1800)
- Jadin, Louis-E (1768-1853)
- Jaeggi, Oswald (1913-1963)
- Jaffé, Moritz (1834-1925)
- Jahangirov, Jahangir (1921-1992)
- Janáček, Leoš (1854-1928)
- Janson, Alfred (1937)
- Janssen, Guus (1951)
- Janssens, Jean-François-Joseph (1801-1835)
- Jaques-Dalcroze, Émile (1865-1950)
- Jarecki, Henryk (1846-1918)
- Jarno, Georg (1868-1920)
- Jarrell, Michael (1958)
- Jaumann, Johann E (1765-1848)
- Javanşirov, Äfsär B (1930)
- Jenko, Davorin (1835-1914)
- Jennefelt, Thomas (1954)
- Jeremiáš, Jaroslav (1889-1919)
- Jeremiáš, Otokar (1892-1962)
- Jessel, Léon (1871-1942)
- Jiménez Mabarak, Carlos (1916-1994)
- Jirák, Karel B (1891-1972)
- Jiránek, Josef (1855-1940)
- Jirásek, Ivo (1920-2004)
- Johanson, Sven-E (1919-1997)
- Johnsen, Hinrich Ph (1717-1779)
- Johnson, James P (1924-2001)
- Johnson, Tom (1939)
- Johnston, Fergus (1959)
- Jolivet, André (1905-1974)
- Jommelli, Niccolò (1714-1774)
- Jonas, Émile (1827-1905)
- Joncières, Victorin de (1839-1903)
- Jones, Richard (16??-1744)
- Jones, Sydney (1861-1946)
- Jong, Marinus de (1891-1984)
- Jongen, Léon (1884-1969)
- Joplin, Scott (1867-1917)
- Jordani, João (1793-1860)
- Jörns, Helge (1941)
- Josifov, Aleksandăr (1940)
- Jost, Christian (1963)
- Joubert, John (1927)
- Jouret, Léon (1823-1905)
- Jullien, Louis A (1812-1860)
- Jeon, Paul (1872-1940)
- Just, Johann A (1750-1791)
- Juzeliūnas, Julius (1916-2001)

## K
- Kàan z Albestů, Jindřich (1852-1926)
- Kabalevski, Dmitri (1904-1987)
- Kacsóh, Pacsrác (1873-1923)
- Kadosa, Pál (1903-1983)
- Käfer, Johann Philipp (1672-1728)
- Kaffka, Johann Christoph (1754-1815)
- Kagel, Mauricio (1931)
- Kaiser, Emil (1850-[1901-?])
- Kaiser, Henry Alfred (1872-1917)
- Kanne, Friedrich August (1788-1833)
- Kálik, Václav (1891-1951)
- Káldy, Gyula (1838-1901)
- Kalhauge, Sophus Viggo Harald (1840-1905)
- Kalínnikov, Vassili Serguéievitx (1866-1901)
- Kalitzke, Johannes (1959)
- Kalkbrenner, Christian (1755-1806)
- Kalivoda, Jan (1801-1866)
- Kallenberg, Siegfried (1867-[1944])
- Kania, Emmanuel (1827-1887)
- Kálmán, Charles (1929)
- Kálmán, Emmerich (1882-1953)
- Kalniņš, Alfrēds (1879-1951)
- Kalniņš, Imants (1941)
- Kalniņš, Jānis (1904-2000)
- Kalomoirēs, Manolēs (1883-1962)
- Kamieński, Maciej (1734-1821)
- Kantxeli, Gueorgui (1935-2019)
- Kapfelmann, Jacob Arrhén von (1790-1851)
- István Kardos (1891-1975)
- Karel, Rudolf (1880-1945)
- Karetnikov, Nikolaj N (1930-1994)
- Karlsons, Juris (1948)
- Karnavičius, Jurgis (1884-1941)
- Kartės, Sjarhej A (1935)
- Kazatxenko, Grigori (1858-?)
- Kaixperov, Vladímir Nikítitx (1827-1894)
- Kašin, Daniil N (1769-1841)
- Kasjanow, Alexander A (1891-1982)
- Kaskel, Karl von, pseudònim Carl Lassekk (1866-1943)
- Kasparov, Juri S (1955)
- Kašperov, Vladimir N (1827-1894)
- Kassern, Tadeusz Z (1904-1957)
- Kastal'skij, Aleksandr D (1856-1926)
- Kastner, Johann G (1810-1867)
- Katscher, Robert (1894-1942)
- Kątski, Antoni (1817-1899)
- Kattnigg, Rudolf (1895-1955)
- Katzer, Georg (1935)
- Kauer, Ferdinand (1751-1831)
- Kauffmann, Leo Justinus (1901-1944)
- Kaun, Hugo (1863-1932)
- Kay, Ulysses S (1917-1995)
- Kayser, Philipp Chr (1755-1823)
- Kazanli, Nikolaj I (1869-1916)
- Kajinski, Víktor Matvéievitx (1812-1867)
- Keil, Alfredo (1850-1907)
- Keiser, Reinhard (1674-1739)
- Kelemen, Milko (1924)
- Kelly, Michael (1762-1826)
- Kelterborn, Rudolf (1931)
- Kemp, Joseph (1778-1824)
- Kempff, Wilhelm (1895-1991)
- Kempter, Lothar (1844-1918)
- Keprt, Marek (1974)
- Keprt, Michael (1972)
- Kereselije, Arčil (1912-1971)
- Kerll, Johann Caspar von (1627-1693)
- Kern, Jerome (1885-1945)
- Kerpen, Hugo Fr (1749-1802)
- Kerry, Gordon (1961)
- Kerzelli, Ivan (1760-1820)
- Kerzelli, Johann (17??-17??)
- Kerzelli, Michael (1740-1818)
- Ketting, Otto (1935)
- Keulen, Geert van (1943)
- Keußler, Gerhard von (1874-1949)
- Khumalo, Mzilikazi (1932)
- Kienlen, Johann Chr (1783-1829)
- Kienzl, Wilhelm (1857-1941)
- Kiessig, Georg (1885 - 1945)
- Kilaje, Grigol (1902-1962)
- Killmayer, Wilhelm (1927)
- Kimmerling, Robert (1737-1799)
- King, Matthew P (1773-1823)
- Kinkel, Johanna (1810-1858)
- Kirchner, Leon (1919)
- Kirchner, Volker D (1942)
- Kireiko, Vitali Dmítrovitx (1926-2016)
- Kistler, Cyrill (1848-1907)
- Kittl, Johann Fr (1806-1868)
- Kjui, Cezar' (1835-1918)
- Kjurkcijski, Krasimir (1936)
- Klauwell Otto (1851-1917)
- Klebe, Giselher (1925)
- Kleemann, Roderich (1914-1979)
- Klein, Bernhard (1793-1832)
- Kleinheinz, Franz X (1765-1832)
- Kleinsinger, George (1914-1982)
- Klenau, Paul von (1883-1946)
- Klerk, Albert de (1917-1998)
- Klička (compositor), Josef (1855-1937)
- Klose, Friedrich (1862-1942)
- Klughardt, August (1847-1902)
- Klusák, Jan (1934)
- Knajfel', Aleksandr (1943)
- Knapik, Eugeniusz (1951)
- Knecht, Justin (1752-1817)
- Knipper, Lev K (1898-1974)
- Knittel, Krysztof J (1947)
- Knorr, Iwan (1853-1916)
- Knussen, Oliver (1952)
- Kobekin, Vladimir A (1947)
- Kobelius, Johann A (1674-1731)
- Kobrich, Johann A (1714-1791)
- Kocetov, Nikolaj (1864-1925)
- Kochan, Günter (1930)
- Koch, Erland von (1910-2009)
- Koch, Friedrich Ernst (1862-1927)
- Kodály, Zoltán (1882-1967)
- Koechlin, Charles (1867-1950)
- Koehne, Graeme (1956)
- Koellreutter, Hans-Joachim (1915-2005)
- Koering, René (1940)
- Koerppen, Alfred (1926)
- Koetsier, Jan (1911-2006)
- Kogoj, Marij (1892-1956)
- Kohaut, Josef (1738-1777)
- Köhler, Siegfried (1927-1984)
- Kojoukharov, Vladimir (1936)
- Kókai, Rezső (1906-1962)
- Kokkonen (1921-1996)
- Kollo, Walter (1878-1940)
- Kollo, Willi (1904-1988)
- Kolodub, Levko (1930)
- Kondo, Jo (1947)
- Kondracki, Michał (1902-1984)
- König, Gustav (1910-2005)
- Königsperger, Marianus (1708-1769)
- Konjović, Petar (1883-1970)
- Kont, Paul (1920-2000)
- Kontski, Anton de (1817-1899)
- Konzelmann, Gerhard (1932)
- Kopelent, Marek (1932)
- Koppel, Herman D (1908-1998)
- Koresxenko, Arseni (1870-1921)
- Korn, Peter J (1922-1998)
- Korndorf, Nikolaj S (1947-2001)
- Korngold, Erich Wolfgang (1897-1957)
- Kortekangas, Olli (1955)
- Kósa, György (1897-1984)
- Köselitz, Heinrich (1854-1918)
- Kosma, Joseph (1905-1969)
- Kospoth, Otto C E (1753-1817)
- Kostakovsky, Jacobo (1893-1953)
- Kostić, Dušan (1925)
- Khodjà-Einàtov, Leon Aleksàndrovitx (1904-1954)
- Koukos, Periklis (1960)
- Kounadēs, Argyrēs (1924)
- Kovách, Andor (1915)
- Koval', Marian V (1907-1971)
- Kovařovic, Karel (1862-1920)
- Kox, Hans (1930)
- Koželuh, Jan A (1738-1814)
- Koželuh, Leopold (1747-1818)
- Kozina, Marjan (1907-1966)
- Krása, Hans (1899-1944)
- Kraus, Joseph M (1756-1792)
- Krauze, Zygmunt (1938)
- Krebs, Carl (1804-1880)
- Kreisler, Fritz (1875-1962)
- Kreisler, Georg (1922)
- Krejčí, Iša (1904-1968)
- Krejcí, Miroslav (1891-1964)
- Kremplsetzer, Georg (1827-1871)
- Křenek, Ernst (1900-1991)
- Kretschmer, Edmund (1830-1908)
- Kreubé, Charles-Fr (1777-1846)
- Kreuder, Peter (1905-1981)
- Kreutzer, Conradin (1780-1849)
- Kreutzer, Rodolphe (1766-1831)
- Křička, Jaroslav (1882-1969)
- Krieger, Johann Ph (1649-1725)
- Krjukow, Wladimir N (1902-1960)
- Krohn, Ilmari (1867-1960)
- Krstić, Petar (1877-1957)
- Kruse, Bjørn (1946)
- Krilov, Pàvel (1886-1935)
- Kubelík, Rafael (1914-1996)
- Kubín, Rudolf (1909-1973)
- Kubišta, Nikolaj E (1799-1837)
- Kücken, Friedrich W (1810-1882)
- Kühr, Gerd (1952)
- Künneke, Eduard (1885-1953)
- Kürzinger, Paul I (1750-1820)
- Kuhlau, Friedrich (1786-1832)
- Kujerić, Igor (1938)
- Kulenkampff, Gustav (1849-1921)
- Kulenty, Hanna (1961)
- Kunad, Rainer (1936-1995)
- Kunzen, F.L.Æ. (1761-1817)
- Kunzen, Johann P (1696-1757)
- Kupkovic, Ladislav (1936)
- Kurka, Robert (1921-1957)
- Kurpiński, Karol K (1785-1857)
- Kurzbach, Paul (1902-1997)
- Kusser, Johann Sigismund (1660-1727)
- Kusterer, Arthur (1898-1967)
- Kutavičius, Bronius (1932)
- Kuusisto, Ilkka (1933)
- Kuzmín, Mikhaïl (1875-1936)
- Kvandal, Johan (1919-1999)
- Kvapil, Jaroslav (1892-1958)
- Kwernadse, Bidsina (1928-2010)

## L
- La Borde, Jean-B de (1734-1794)
- La Coste, Louis de (1675-1750)
- Méreaux, Nicolas-Jean Lefroid de (1745-1797)
- La Garde, Pierre de (1717-1792)
- La Guerre, Élisabeth Jacquet de (1659-1729)
- Louis Moreau de Maupertuis, Pierre (1697-1753)
- Labarre, Théodore (1805-1970)
- Labroca, Mario (1896-1973)
- Laccetti, Guido (1879-1943)
- Lachenmann, Helmut (1935)
- Lacher, Joseph (1739-1798)
- Lachner, Franz (1803-1890)
- Lachner, Ignaz (1807-1895)
- Lachnith, Ludwig W (1746-1820)
- Lacombe, Louis (1818-1884)
- Lacôme d'Estalenx, Paul (1838-1920)
- Ladurner, Ignaz A (1766-1839)
- Lafite, Carl (1872-1944)
- Lafont, Charles Philippe (1781-1839)
- La Garde, Pierre de (1717-1791)
- Laghidse, Rewas (1921-1981)
- Lajarte, Théodore É D de (1826-1890)
- Lajtha, László (1891-1963)
- Laks, Simon (1901-1983)
- Lalo, Édouard (1823-1892)
- Lamberti, Luigi (1769-1812)
- Lambertini, Marta (1937)
- Lamote de Grignon i Bocquet, Joan (1872-1949)
- Lamote de Grignon i Ribas, Ricard (1899-1962)
- Lampe, Johann Friedrich (1744-1800)
- Lampe, John Frederick (1703-1756)
- Lampugnani, Giovanni B (1708-1788)
- Lanciani, Flavio Carlo (1661-1706)
- Landi, Stefano (1587-1639)
- Landowski, Marcel (1915-1999)
- Landré, Guillaume (1905-1968)
- Lang, Bernhard (1957)
- Lange, Daniel de (1841-1930)
- Lang, Hans (1908-1992)
- Láng, István (1933)
- Lange-Müller, Peter E (1850-1926)
- Langer, Ferdinand (1839-1905)
- Langgaard, Rued (1893-1952)
- Langlé, Honoré (1741-1807)
- Lanner, Joseph (1801-1843)
- Lannoy, Heinrich E J von (1787-1853)
- Lanusse, J. (segles XVIII-XIX)
- Lanza, Francesco (1782-1862)
- Laparra, Raoul (1876-1943)
- Lapeyra i Rubert, Josep (1861-1924)
- Lapis, Santo (1725-1764)
- Laporte, André (1931)
- Lappe, P. (1773-1843)
- Lara, Isidore de (1858-1935)
- La Rosa Parodi, Armando (1904-1977)
- Larsson, Lars-Erik (1908-1986)
- Laruette, Jean-Louis (1731-1792)
- Piédefer, Adrien-Nicolas (1734-1818)
- Lasceux, Guillaume (1740-1829)
- Laserna Blas de (segle xviii)
- La Rotella, Pasquale (1880-1963)
- Lassen, Eduard (1830-1904)
- Lasser, Johann Baptiste (1751-1805)
- Latilla, Gaetano (1711-1788)
- Lattuada, Felice (1882-1962)
- Laudamo, Antonio (1814-1884)
- Lauermann, Herbert (1955)
- Launis, Armas (1884-1959)
- Lauretis, Gaetano (mitjan segle XIX)
- Laurenti, Pietro P (1675-1719)
- Laurenzi, Filiberto (1619-1659)
- Laucella, Nicola (1882-1952)
- Lavaine, Ferdinand (1814-1893)
- Lavista, Mario (1943)
- LaViolette, Wesley (1894-1978)
- Lavrangas, Dioníssios (1860-1941)
- Lavri, Marc (1903-1967)
- Lazzari, Sylvio (1857-1944)
- Le Flem, Paul (1881-1984)
- Leardini, Alessandro (16??-16??)
- Lebeau, François (1827-? ?
- Leblanc, (compositor) (1750-1827)
- Leborne, Aimé (1797-1866)
- Lebrun, Louis-Sébastien (1764-1829)
- Lebrun, Paul-H-J (1863-1920)
- Leclair, Jean-Marie (1697-1764)
- Lecocq, Charles (1832-1918)
- Lecuona, Ernesto (1895-1963)
- Lederer, Joseph (1733-1796)
- Leduc, Jacques (1932)
- Leeuw, Ton de (1926-1996)
- Le Borne, Ferdinand (1862- 1929)
- Lee Finney, Ross (1906-1997)
- LeFanu, Nicola (1947)
- Lefebvre, Charles-Édouard (1843-1917)
- Légat de Furcy, Antoine (1740-1790)
- Legouix, Isidore (1854-1916)
- Legrenzi, Giovanni (1626-1690)
- Legros, Joseph (1739-1793)
- Lehár, Franz (1870-1948)
- Lehner, Franz Xaver (1904-1986)
- Leifs, Jón (1899-1968)
- Leigh, Walter (1905-1942)
- Leighton, Kenneth (1929-1988)
- Lemaire, Joseph (1819, 1820-1883)
- Lemière de Corvey, Jean-Frédéric-Auguste (1771-1832)
- Le Moyne, Jean-Baptiste (1751-1796)
- Lena Frank, Gabriela (1972)
- Lendval, Erwin (1882-1949)
- Lendvay, Kamilló (1928)
- Lenepveu, Charles (1840-1910)
- Lenoble, Joseph (1753-1829)
- Lenormand, René (1846-1932)
- Leo, Leonardo (1694-1744)
- León, Tania (1943)
- Leoncavallo, Ruggero (1857-1919)
- Leoni, Franco (1864-1949)
- Leopold I (1640-1705)
- Leroux, Xavier (1863-1919)
- Leszetycki, Teodor (1830-1915)
- Lescot, C. François (1720-1801)
- Leslie, Henry (1822-1896)
- Lessel, Wincenty (1750-1825)
- Lesueur, Jean-François (1760-1837)
- Enrico de Leva (1867-?)
- Levasseur (meitat segle xviii-1785)
- Leveridge, Richard (1670-1758)
- Lévinas, Michaël (1949)
- Levy, Marvin D (1932)
- Lewis, Leo Rich (1865-1945)
- Lhotka, Fran (1883-1962)
- Lhotka-Kalinski, Ivo (1913-1987)
- Liberda, Bruno (1953)
- Liberovici, Sergio (1930-1991)
- Lichtenstein, Karl August von (1767-1845)
- Lickl, Ägidius (1803-1864)
- Lickl, Johann Georg (1769-1843)
- Lidholm, Ingvar (1921)
- Lidón Blázquez, José (1748-1827)
- Liebermann, Rolf (1910-1999)
- Ligeti, György (1923)
- Ligou, Pierre (1749-1822)
- Liljefors, Ingemar (1906-1981)
- Lillo, Giuseppe (1814-1863)
- Lima, Jerónimo Fr de (1741-1822)
- Limnander de Nieuwenhove, Armand de (1814-1892)
- Lincke, Paul (1866-1946)
- Lindblad, Adolf Fredrik (1801-1878)
- Linden, Cornelis van der (1839-1918)
- Lindpaintner, Peter Joseph von (1791-1856)
- Linley William (1771-1835)
- Linley, Thomas (fill) (1756-1778)
- Linley, Thomas (pare) (1733-1795)
- Lipavský, Josef (1772-1810)
- Linpaintner, Peter Joseph (1790-1861)
- Lisinski, Vatroslav (1819-1854)
- Liszt, Franz (1811-1886)
- Lliteres Carrió, Antoni (1673-1747)
- Litinskij, Genrich I (1901-1985)
- Litolff, Henry Charles (1818-1891)
- Giulio, Litta (1822-1891)
- Liverati, Giovanni (1772-1846)
- Liatoixinski, Borís (1895-1968)
- Llanos i Berete, Antonio (1822-1882)
- Llorens Robles, Carlos (1821-1862)
- Lloyd Webber, Andrew (1948)
- Lloyd, George (1913-1998)
- Lobe, Johann Christian (1797-1881)
- Locke, Matthew (1622-1677)
- Loder, Edward (1813-1865)
- Loesser, Frank (1910-1969)
- Loevendie, Theo (1930)
- Løvenskiold, Herman Severin (1815-1870)
- Loewe, Carl (1796-1869)
- Loewe, Frederick (1901-1988)
- Löwe, Johann Jacob (1629-1703)
- Logar, Mihovil (1902-1998)
- Logothetis, Anestis (1921-1994)
- Logroscino, Nicola (1698-1765)
- Löhner, Johann (1645-1705)
- Lohse, Otto (1858-1925)
- Lombardi, Daniele (1946)
- Lombardi, Luca (1945)
- Lonati, Carlo Ambrogio (1645-1710)
- Loomis, Harvey Worthington (1865-1930)
- López Buchardo, Carlos (1881-1948)
- López del Toro, Emilio (1873-...?)
- López-Chavarri Marco, Eduardo (1871-1970)
- López Remacha, Miguel (1772-1827)
- Lorentzen, Bent (1935)
- Lorenzani, Paolo (1640-1713)
- Lorenz, Alfred (segles XVIII-XIX)
- Lorenzini (segle XVII)
- Lorenzini, Raimondo (17??-1806)
- Lortzing, Albert (1801-1851)
- Lothar, Mark (1902-1985)
- Lotti, Antonio (1666-1740)
- Louis, Madame (segle xviii)
- Louet, Alexandre (1753-1817)
- Louis, Nicole ([...]-1808)
- Lover, Samuel (1797-1868)
- Löwe, Johann Jacob (1629-1703)
- Lualdi, Adriano (1885-1971)
- Luchesi, Andrea (1741-1801)
- Lucantoni, Giovanni (1825-1902)
- Luce-Varlet, Charles (1781-1856)
- Lucilla, Domenico (1820-1885)
- Lucio, Francesco (1628-1658)
- Luciuk, Juliusz (1927)
- Ludewig, Wolfgang (1926)
- Luening, Otto (1900-1996)
- Luigini, Alessandro (1850-1906)
- Luigini, Giuseppe (1820-1898)
- Lulier, Giovanni Lorenzo (1662-1700)
- Lully, Jean-Baptiste (1632-1687)
- Lundquist, Torbjörn I (1920-2000)
- Lunghi, Ferdinando (1893-1977)
- Lupi, Roberto (1908-1971)
- Luporini, Gaetano (1865-1948)
- Lusse, Charles de (1720-1774)
- Lutyens, Elisabeth (1906-1983)
- Lux, Friedrich (1820-1895)
- Luzzatti, Arturo (1875-1959)
- Fiódorovitx Lvov, Aleksei (1798-1870)
- Lyon, (c. anglès)James (1872-1949)
- Lysberg, Charles vegeu Charles Samuel Bovy-Lysberg (1821-1873)
- Lissenko, Mikola (1842-1912)

## M
- Mabellini, Teodulo (1817-1897)
- Aleksi, Matshavariani (1913-1995)
- Macchi, Egisto (1928-1992)
- MacCunn, Hamish (1868-1916)
- Maccari, Antonio (segle xviii)
- Maccari, Giacomo (1700-1744)
- MacDermot, Galt (1928)
- Alexander Macfarren, George (1813-1887)
- Mácha, Otmar (1922)
- Machado de Oliveira, Augusto (1845-1924)
- Machover, Tod (1953)
- Macfarren, George (1813-1887)
- Mackeben, Theo (1897-1953)
- Mackenzie, Alexander Campbell (1847-1935)
- Macmillan, James (1959)
- Maconchy, Dame Elizabeth (1907-1994)
- Macridimas, Dimitri (1900-1956)
- Maderna, Bruno (1920-1973)
- Madetoja, Leevi (1887-1947)
- Magi, Fortunato (1838-1882)
- Maggiore, Francesco (1715-1782)
- Magnard, Albéric (1865-1914)
- Mahmudov, Emin S (1937)
- Mahnkopf, Claus-St (1962)
- Maichelbeck, Joseph A (1708-1759)
- Maillart, Aimé (1817-1871)
- Mainberger, Johann Karl (1750-1815)
- Mainzer, Joseph (1801-1851)
- Majo, Gian Francesco de (1732-1770)
- Majo, Giuseppe de (1697-1771)
- Major, Jakab Gyula (1859-1925)
- Maldere, Pierre van (1729-1768)
- Malherbe, Charles Théodore (1853-1911)
- Mälikov, Arif C (1933)
- Malipiero, Francesco (1824-1887)
- Malipiero, Gian Francesco (1882-1973)
- Malliot, Antoine Louis (1812-1867)
- Mamiya, Michio (1929)
- Mämmädov, Ibrahim Q (1928-1993)
- Mancia, Luigi (1665-1708)
- Mancinelli, Luigi (1848-1921)
- Mancini, Francesco (1672-1737)
- Mancini, Giovanni Battista (1714-1800)
- Mandanici, Placido (1798-1852)
- Manelli, Francesco (1595-1667)
- Manén i Planas, Joan (1883-1971)
- Manfredini, Vincenzo (1737-1799)
- Manfroce, Nicola (1791-1813)
- Mangeant, Sylvain (1828-1889)
- Mango, Hiernoymus (1740-1800)
- Mangold, Karl Armand (1813-1889)
- Mangold, Wilhelm (1796-1875)
- Mankell, Abraham (1802-1868)
- Manna, Gennaro (1715-1779)
- Manna, Ruggero (1808-1864)
- Manneke, Daan (1939)
- Mannino, Franco (1924)
- Manolov, Emanuil (1860-1902)
- Manoury, Philippe (1952)
- Manrique de Lara i Berry (1863-1929)
- Màntzaros, Nikólaos H (1795-1872)
- Manzoni, Giacomo (1932)
- Mancinelli, Luigi (1848-1921)
- Maqomayev, Müslüm (1885-1937)
- Marais, Marin (1656-1728)
- Maratta, Alessandro (mitjan segle XIX)
- Marazzoli, Marco (1602-1662)
- Marcelles, Paul (1863-?)
- Marcello, Benedetto (1686-1739)
- Marcuori, Adamo (1763-1808)
- Marchetti, Filippo (1831-1902)
- Marchi, Giovanni Francesco Maria (1689-1740)
- Marechal, Charles Henry (1842-1924)
- Marchio (Segle XIX)
- Marchisio, Antonino (1817-1875)
- Marescalchi, Luigi (1745-1810)
- Maretzek, Max (1821-1897)
- Margola, Franco (1908-1992)
- Margoni, Alain (1934)
- Maria Antònia de Baviera (1724-1780)
- Marinelli, Gaetano (1754-1820)
- Marini, Biagio (1594-1663)
- Marinuzzi, Gino (pare) (1882-1945)
- Marinuzzi, Gino (fill) (1920-1996)
- Mariotte, Antoine (1875-1944)
- Mariotti, Cosino (1827-1876)
- Mariotti, Olimpo (1813-1868)
- Mark (compositor) (finals de segle xviii)
- Markull, Friedrich Wilhelm (1816-1887)
- Marliani, Marco A, Conte (1805-1849)
- Maros, Miklós (1943)
- Marquès, Pere Miquel (1843-1918)
- Marquès i Puig, Antoni (1897-1944)
- Marschalk, Max (1863-1940)
- Marschner, Heinrich A (1795-1861)
- Marsick, Armand (1877-1959)
- Martelli, Henri (1899-1980)
- Martín Pompey, Ángel (1902-2001)
- Martín i Soler, Vicent (1754-1806)
- Martin, Frank (1890-1974)
- Martin, Franz J (1742-1775)
- Martini, Jean-Paul-Égide (1741-1816)
- Martini, Giovanni Battista (1706-1784)
- Martinon, Jean (1910-1976)
- Martinů, Bohuslav (1890-1959)
- Marttinen, Tauno (1912)
- Martynov, Vladimir (1946)
- Masanetz, Guido (1914)
- Mascagni, Pietro (1863-1945)
- Mascetti, Giovanni (1859-1916)
- Mašek, Vinzenz (1755-1831)
- Mašek, Pavel (1761-1826)
- Mascheroni, Edoardo (1852-1941)
- Massana i Bertran, Antoni (1890-1966)
- Massarani, Renzo (1898-1975)
- Massé, Victor (1822-1884)
- Massenet, Jules (1842-1912)
- Mathias, Willaim J (1934)
- Masutto, Renzo (1858-1926)
- Mattei, Tito (1841-1914)
- Louis Victor Mathieu, Émile (1844-1932)
- Mathieu, Jean-Baptiste (1762-1847)
- Matho, Jean-Baptiste (1663-1746)
- Matsudaira, Yoritsune (1907-2001)
- Mattheson, Johann (1681-1764)
- Matthus, Siegfried (1934)
- Mattioli, Andrea (1617-1679)
- Mauke, Wilhelm (1867-1930)
- Maurer, Ludwig Wilhelm (1789-1878)
- Mauri Esteve, Josep (1856-1937)
- Maurice, Pierre (1868-1936)
- Maw, Nicholas (1935)
- Mayer, August (1790-1829)
- Mayer, Eckehard (1946)
- Mayr, Johann S (1763-1845)
- Mayrberger, Karl (1828-1881)
- Mayuzumi, Toshirō (1929-1997)
- Mazas, Jacques Féréol (1782-1849)
- Mazetti, Raffaele (? -1867)
- Mazzanti, Ferdinando (vers el 1800-1895)
- Mazzocchi, Domenico (1592-1665)
- Mazzocchi, Virgilio (1597-1646)
- Mazzolani, Antonio (1819-?)
- Mazzone, Luigi (1820-1897)
- Mazzoni, Antonio Maria (1717-1785)
- Mazzucato, Alberto (1813-1877)
- Mdyvani, Andrėj J (1937)
- Meale, Richard G (1932)
- Měchura, Leopold Eugen (1804-1870)
- Meder, Johann Valentin (1649-1719)
- Mederitsch, Johann Anton (1752-1835)
- Medini, Giacomo (segle XIX-XX)
- Mediņš, Jānis (1890-1966)
- Mediņš, Jāzeps (1877-1947)
- Mees, Joseph-Henri (1777-1858)
- Meester, Louis De (1904-1987)
- Méfano, Paul (1937)
- Meglio, Vincenzo di (1825-1883)
- Méhul, Etienne-N (1763-1817)
- Meier, Jost (1939)
- Meinardus, Ludwig (1827-1896)
- Mejtus, Julij (1903-1997)
- Melani, Alessandro (1639-1703)
- Melani, Jacopo (1623-1676)
- Melartin, Erik (1875-1937)
- Melcer-Szczawiński, Henryk (1869-1928)
- Melcior, Carles Josep (1785-1868)
- Mele, Giovanni B (1701-1752)
- Mellara, Carlo (1782-[...?])
- Mellon, Alfred (1820-1867)
- Membrée, Edmond (1820-1882)
- Mendelsohn, Alfred (1910-1966)
- Mendelssohn, Arnold (1855-1933)
- Mendelssohn, Felix (1809-1847)
- Mengal, Martin-Joseph (1784-1851)
- Mengewein, Karl (1852-1908)
- Mengozzi, Bernardo (1758-1800)
- Menotti, Gian Carlo (1911-2007)
- Mercuri, Agostino (1839-1892)
- Mesquita, Enrique (1836-?)
- Mercadante, Saverio (1795-1870)
- Méreaux, Nicolas-J (1745-1797)
- Mezzogori, Giovanni Nicolò (1580-1623)
- Merikanto, Aarre (1893-1958)
- Merikanto, Oskar (1868-1924)
- Merkù, Pavle (1927)
- Mermet, Auguste (1910-1989)
- Methfessel, Albert (1785-1869)
- Metzdorff, Richard (1844-1919)
- Messager, André (1853-1929)
- Messiaen, Olivier (1908-1992)
- Mestres Quadreny, Josep Maria (1929)
- Meulemans, Arthur (1884-1966)
- Meyer, Ernst H (1905-1988)
- Meyer, Krzysztof (1943)
- Meyer-Olbersleben, Max (11850-1927)
- Meyer-Stolzenau, Wilhelm (1868-1951)
- Meyerbeer, Giacomo (1791-1864)
- Meyer-Helmund, Erik (1861-1932)
- Meyerowitz, Jan (1913-1998)
- Meynne, Guillaume (1821-1883)
- Mezerai, Louis Charles Lazare Costard de (1810-1887)
- Miari, Antonio di (1787-1854)
- Míča, František Václav (1694-1744)
- Míča, František Adam (1746-1811)
- Michelot, Jean-Baptiste (1796-1852)
- Miceli, Giorgio (1836-1895)
- Michel, Paul-Baudouin (1930)
- Michl, Joseph Christian Williwald (1745-1816)
- Miereanu, Costin (1943)
- Migliavacca, Luciano (1919-2013)
- Mignone, Francisco (1897-1986)
- Migot, Georges (1891-1976)
- Mihalovich, Ödön (1842-1929)
- Mihalovici, Marcel (1898-1985)
- Mihály, András (1917-1993)
- Miki, Minoru (1936)
- Mikrútsikos, Thanos (1947)
- Milano, Nicolino (1876- 1962)
- Miles, Philip Napier (1865-1935)
- Milford, Robin Humphrey (1903-1959)
- Milhaud, Darius (1892-1974)
- Mililotti (Giuseppe i Leopoldo) (1828-1883)-(1835-1911) respectivament
- Millares Torres, Agustín (1826-1896)
- Miller, Julius (1782-1851)
- Millico, Giuseppe (1737-1802)
- Milligen, Simon van (1849-1929)
- Mills, Jonathan (1963)
- Mills (compositor), Richard (1949)
- Millöcker, Carl (1842-1899)
- Miltitz, Karl Borromäus von (1781-1845)
- Minheimer, Minheimer (1831-1904)
- Minoja, Ambrogio (1752-1825)
- Mion, Charles L (1699-1775)
- Mirande, Hippolyte (1862-[...?])
- Mirecki, Franciszek (1791-1862)
- Miro, Henri (1879-1950)
- Miry, Karel (1823-1889)
- Miroglio, Francis (1924)
- Misliwecek, Joseph (1737-1781)
- Misón, Luis (1727-1766)
- Missa, Edmond (1861-1910)
- Mitjana i Gordon (1869-1921)
- Mitropoulos, Dimitris (1896-1960)
- Miyoshi, Akira (1933)
- Młynarski, Emil (1870-1935)
- Mohaupt, Richard (1904-1957)
- Molčanov, Kirill V (1922-1982)
- Molinari, Pietro (Segle XVII)
- Mollenhauer, Emil (1855-1927)
- Mollicone, Henry (1946)
- Mollier, Louis de (1615-1688)
- Momigny, Jérôme-Joseph de (1762-1838)
- Moncayo, José Pablo (1912-1958)
- Monckton, Lionel (1861-1924)
- Mondonville, Jean-J C de (1711-1772)
- Moniuszko, Stanislaw (1819-1872)
- Monk, Meredith (1942)
- Monleone, Domenico (1875-1942)
- Monpou, Hippolyte (1804-1841)
- Moreira, António Leal (1758-1819)
- Monsigny, Pierre-Alexandre (1729-1817)
- Montaubry, Achille-Félix (1826-1898)
- Montaubry, Jean-Baptiste-Edouard (1824-1883)
- Montéclair, Michel Pignolet (1667-1737)
- Montefiore, Tommaso Mosé (1855-1933)
- Montemezzi, Italo (1875-1952)
- Monteverdi, Claudio (1567-1643)
- Monti, Gaetano (1750-1816)
- Montfort, Alexandre (1803-1856)
- Montsalvatge Bassols, Xavier (1912-2002)
- Monza, Carlo Iganzio (1735-1801)
- Monza, Carlo I (1658-1735)
- Moore, Douglas (1893-1969)
- Moór, Emánuel (1863-1931)
- Morales, Melesio (1838-1908)
- Moran, John (1965)
- Moran, Robert (1937)
- Morandi, Pietro (1739-1815)
- Moratelli, Sebastiano (1640-1706)
- Moreira, António L (1758-1819)
- Moreno Torroba, Federico (1891-1982)
- Morera i Viura, Enric (1865-1942)
- Moret, Norbert (1921-1998)
- Moretti (compositor), Giovanni
- Morange, L. (segles XVIII-XIX)
- Morin, Jean-Baptiste (1677-1745)
- Morlacchi, Francesco (1774-1841)
- Mortari, Virgilio (1902-1993)
- Mortellari, Michele (1750-1807)
- Mortelmans, Lodewijk (1868-1952)
- Mosca, Giuseppe (1772-1839)
- Mosca, Luigi (1775-1824)
- Moscuzza, Vincenzo (1827-1896)
- Moser, Hans Joachim (1889-1967)
- Moser, Roland (1943)
- Mosolov, Aleksandr Vasil'evič (1900-1973)
- Mosonyi, Mihály Brand (1815-1870)
- Moszkowski, Moritz (1854-1925)
- Motte, Diether de la (1928)
- Moulinghem, Lodewijk (1753-?)
- Mouret, Jean-Joseph (1682-1738)
- Mouzin, Pierre-Nicolas (1822-1894)
- Moyne, Jean-Baptiste Le (1751-1796)
- Moyzes, Alexander (1906-1984)
- Mozart, Leopold (1719-1787)
- Mozart, Wolfgang Amadeus (1756-1791)
- Mraczek, Josef Gustav (1878-1944)
- Mšvelije, Šalva (1904-1984)
- Muhvić, Ivan (1876-1942)
- Müller, Adolf (fill) (1839-1901)
- Müller, Adolf (1801-1886)
- Müller-Reuter, Theodor (1858-1919)
- Müller, Wenzel (1767-1835)
- Müller-Siemens, Detlev (1957)
- Müller-Zürich, Paul (1898-1993)
- Münchheimer, Adam (1830-1904)
- Muffat, Georg (1653-1704)
- Mugnone, Leopold (1858-1941)
- Mühle, Nicolaus Zwolf (1750-[...?])
- Mühldorfer, Wilhelm Karl (1837-?)
- Muldowney, Dominic (1952)
- Mulè, Giuseppe (1885-1951)
- Mundry, Isabel (1963)
- Muñoz López, Prudencio (1877-1925)
- Muràdov, Ivan Ilitx (1908-1970)
- Musgrave, Thea (1928)
- Mússorgski, Modest (1839-1881)
- Mysliveček, Josef (1737-1781)

## N
- Nabokov, Nicolas (1903-1978)
- Nadaud, Gustave (1820-1893)
- Nápravník, Eduard Francevič (1839-1916)
- Nargeot, Pierre-Julien (1799-1891)
- C'inc'aje, Sulxan (1927-1996)
- Nasolini, Sebastiano (1768-1798)
- Nathan, Isaac (1792-1864)
- Naumann, Emil (1827-1888)
- Naumann, Johann Gottlieb (1741-1801)
- Navas, Juan de (1647-1719)
- Navoigille, Julien (1749-1811)
- Navrátil, Karel (1867-1936)
- Naylor, Edward (1867-1934)
- Nebra, José de (1702-1768)
- Nedbal, Oskar (1874-1930)
- Neefe, Christian Gottlob (1748-1798)
- Negrea, Marţian (1893-1973)
- Negro, Tomás del (1850-1933)
- Neikrug, Marc (1946)
- Neitzel, Otto (1852-1920)
- Nelson, Rudolf (1878-1960)
- Nepomuceno, Alberto (1864-1920)
- Nessler, Viktor Ernst (1841-1890)
- Nešvera, Josef (1842-1914)
- Netzer, Josef (1808-1864)
- Neukomm, Sigismund Ritter von (1778-1858)
- Neumann, František (1874-1929)
- Neuparth, Júlio Cândido (1863-1919)
- Neuwirth, Olga (1968)
- Nezeritis, Andreas (1897-1980)
- Nichelmann, Christoph (1717-1762)
- Nichifor, Şerban (1954)
- Nick, Edmund (1891-1974)
- Nicolai, Otto (1810-1849)
- Nicolau i Parera, Antoni (1858-1933)
- Nicolini, Giuseppe (1762-1842)
- Niculescu, Ștefan (1927)
- Nidecki, Tomasz (1807-1852)
- Niedermeyer, Louis (1802-1861)
- Niehaus, Manfred (1933)
- Nielsen, Carl (1865-1931)
- Nielsen, Ludolf (1876-1939)
- Nielsen, Tage (1929-2003)
- Nikolov, Lazar (1922)
- Nilsson, Torsten (1920-1999)
- Nini, Alessandro (1805-1880)
- Nishimura, Akira (1953)
- Nixon, Roger (1921-2009)
- Niyazi (1912-1984)
- Noetzel, Hermann (1880-1952)
- Nohr Christian Friedrich (1800-1875)
- Josep Nono (1776-1845)
- Nono, Luigi (1924-1990)
- Nordentoft, Anders (1957)
- Nordgren, Pehr Henrik (1944)
- Nørgård, Per (1932)
- Nørholm, Ib (1931)
- Noronha, Francesco de Sá (1820-1881)
- Norton, Frederic (1869-1946)
- Noskowski, Zygmunt (1846-1909)
- Nouguès, Jean (1875-1932)
- Novák, Vítězslav (1870-1949)
- Novi, Francesco Antonio (principis del segle xviii)
- Nowowiejski, Feliks (1877-1946)
- Nussio, Otmar (1902-1990)
- Nyman, Michael (1944)
- Nystroem, Gösta (1890-1966)

## O
- Oberthür, Carl (1819-1895)
- Oberleithner, Max von (1868-1935)
- Obiols i Tramullas, Marià (1809-1888)
- Oboussier, Robert (1900-1957)
- Obst, Michael (1955)
- Ochs, Siegfried (1858-1929)
- Odak, Krsto (1888-1965)
- Oddone Sulli-Rao, Elisabetta (1878-1972)
- Oehring, Helmut (1961)
- Oelschlegel, Alfred (1847-1915)
- Oertzen, Carl Ludwig von (1810-1871)
- Ofenbauer, Christian (1961)
- Offenbach, Jacques (1819-1880)
- Ogiński, Michał Kazimierz (1731-1799)
- Ogiński, Michał Kleofas (1728-1800)
- O'Hara, Geoffrey (1882-1967)
- Ohana, Maurice (1913-1992)
- Ohlhorst, Johann Christian (1753-1812)
- Ohnesorg, Carl (1867-1919)
- Olenin, Aleksandr A (1865-1944)
- Oliveira, Jocy de (1936)
- Olivieri, Angelo (1679-1702)
- Olsen, Ole (1850-1927)
- Olsen, Poul R (1922-1982)
- Olthuis, Kees (1940)
- Onslow, George (1784-1853)
- Oosterzee, Cornélie van (1863-1943)
- Oppo, Franco (1935)
- Ordoñez, Carlos de (1734-1768)
- Orefice, Antonio (1685-1727)
- Orefice, Giacomo (1865-1922)
- Orff, Carl (1895-1982)
- Orgad, Ben-Zion (1926)
- Orgitano, Raffaele (1770-1804)
- Orgitano, Vincenzo (1738-1815)
- Orisicchio, Antonio (segle xviii)
- Orlandini, Giuseppe Maria (1676-1760)
- Orlando, Ferdinando (1777-1848)
- Orlowski, Anton
- Orr, Robin Kemsley (n. 1909)
- Orsini, Alessandro (n. 1842)
- Orsini, Antonio (1843)
- Orsini, Luigi (primera meitat del segle XIX)
- Ortega del Villar, Aniceto (1825-1875)
- Ortolani, Angelo (1788-1871)
- Ortolani, Terenzi (1799-1875)
- Osborne, Nigel (1948)
- Ostendorf, Jens-Peter (1944)
- Osterc, Slavko (1895-1941)
- Ostrčil, Otakar (1879-1935)
- Oswald, Henrique (1852-1931)
- Othegraven, August von (1864-1946)
- Ottani, Bernardo (1736-1827)
- Otto, Ernst Julius (1804-1877)
- Ovejero i Ramos, Ignacio (1828-1889)
- Overhoff, Kurt (1902-1986)

## P
- Pablo, Luis de (1930)
- Paccagnini, Angelo (1930-1999)
- Pacchierotti, Ubaldo (1875-1916)
- Pace, Carmelo (1906-1993)
- Pacini, Antonio Francesco Gaetano Saverio (1778-1866)
- Pacini, Giovanni (1796-1867)
- Pacius, Fredrik (1809-1891)
- Pache, Johann (1857-1897)
- Paderewski, Ignacy Jan (1860-1941)
- Paër, Ferdinando (1771-1839)
- Paganelli, Giuseppe Antonio (1710-1763)
- Paganini, Ercole (1770-1825)
- Pagliardi, Giovanni M (1637-1702)
- Pahissa i Jo, Jaume (1880-1969)
- Paisible, James (1656-1721)
- Paisiello, Giovanni (1740-1816)
- Paladilhe, Emile (1844-1926)
- Palau Boix, Manuel (1893-1967)
- Palester, Roman (1907-1989)
- Paliaschwili, Zacharij (1871-1933)
- Palicot, George (1863-1921)
- Palione, Giuseppe (1781-1819)
- Pallavicini, Vincenzo (segle xviii)
- Pallavicino, Carlo (1630-1688)
- Palma, Athos (1891-1951)
- Palma, Silvestro di (1754-1834)
- Palmgren, Selim (1878-1951)
- Palomar, Enric (1964)
- Paluselli, Stefan (1748-1805)
- Pampani, Antonio Gaetano (1705-1775)
- Pančev, Vladimir (1948)
- Paniagua, Cenobio (1821-1882)
- Panico, Michele (1830-?)
- Panizza, Héctor (1875-1967)
- Panizza, Giacomo (1804-1860)
- Pannain, Guido (1891-1977)
- Panseron, Auguste Matthieu (1796-1859)
- Pantillon, François (1928)
- Papaioannou, Iōannēs Anneou (1910-1989)
- Papandopulo, Boris (1906-1991)
- Papavoine, Vorname? (1720-1790)
- Pape, Andy (1955)
- Pappalardo, Salvatore (1817-1884)
- Pâque, Désiré (1867-1939)
- Parać, Frano (1948)
- Parać, Ivo (1892-1954)
- Paradisi, Pietro Domenico (1707-1791)
- Paradies, Maria Theresia (1759-1824)
- Pardon, Félix (1851-1921)
- Paredes, Hilda (1957)
- Parenti, Francesco Paolo (1764-1821)
- Parés, Gabriel (1860-1934)
- París, Claude Joseph (1801-1866)
- París, Jacob Reine (1795-1847)
- Parisini, Federico (1825-1891)
- Parisini, Ignazio (segle xix)
- Parker, Horatio (1863-1919)
- Parma, Viktor (1550-1613)
- Parravano, Constantino (1841-1905)
- Parrott, Ian (1916)
- Parry, John (1776-1851)
- Parry, Joseph (1841-1903)
- Partch, Harry (1901-1974)
- Partenio, Giovanni Domenico (1633-1701)
- Partsch, Franz Xaver (1760-1822)
- Pasatieri, Thomas (1945)
- Pascal, Prosper (1825-1880)
- Pàsxenko, Andrei Filíppovitx (1885-1972)
- Pascucci, Giovanni Cesare (1841-1919)
- Paschkewitch, Wasili (segona meitat del segle xviii)
- Paškevič, Vasilij Alekseevič (1742-1797)
- Pasquali, Nicolò (1718-1757)
- Pasquini, Bernardo (1637-1710)
- Pasterwiz, P. Georg (1739-1803)
- Pászthory, Casimir von (1886-1966)
- Päts, Riho (1899-1977)
- Pauer, Ernest (1826-1905)
- Pauer, Jiří (1919)
- Pauls, Raimonds (1936)
- Paulus, Stephen Harrison (1949)
- Paumgartner, Bernhard (1887-1971)
- Pauwels, Jean-Englebert (1768-1804)
- Pavan, Giovanni (1869-?)
- Pavesi, Stefano (1779-1850)
- Payer, Hieronim (1787-1845)
- Payne, John Knowles (1839-1906)
- Peacan del Sar, Rafael (1884-1960)
- Pean de la Roche-Jagu, Feançoise (1820-1871)
- Pecháček, František Martin (1763-1821)
- Pedrell, Carlos (1878-1941)
- Pedrell i Sabaté, Felip (1841-1922)
- Pedrotti, Carlo (1817-1893)
- Peellaert, Auguste de (1793-1876)
- Peeters, Emil (1893-1974)
- Peiko, Nikolai Iwanowitsch (1916-1995)
- Pelemans, Willem (1901-1991)
- Peli, Francesco (1695-1745)
- Pellet, Alphonse (n.1828-?)
- Penderecki, Krzysztof (1933)
- Pendleton, Edmund J. (1899-1987)
- Penella, Manuel (1880-1939)
- Pennisi, Francesco (1934-2000)
- Pentenrieder, Franz Xaver (1813-1867)
- Pepöck, August (1887-1967)
- Pepusch, Johann Christoph (1666/67-17)
- Peragallo, Mario (1910-1996)
- Peranda, Marco Giuseppe (1625-1675)
- Miguel Ângelo Pereira ([...?]-1901)
- Perelli, Edoardo (1842-1885)
- Perelli, Natalle (1815-1867)
- Perez, Davide (1711-1778)
- Perfall, Karl von (1824-1907)
- Pergament, Moses (1893-1977)
- Perger, Richard von (1854-1911)
- Pergolesi, Giovanni Battista (1710-1736)
- Peri, Achille (1811-1880)
- Peri, Jacopo (1561-1633)
- Perillo, Salvatore (1731-1793)
- Perla, Michele (mitjan segle xviii)
- Permont, Haim (1950)
- Perotti, Giovanni Agostino (1770-1855)
- Perotti, Giovanni Domenico (1761-1825)
- Perrino, Marcello (1765-1814)
- Perry, George Frederick (1793-1862)
- Persiani, Giuseppe (1799-1869)
- Persiani Giuseppe (1826-1899)
- Persichetti, Vincent (1915-1987)
- Persico, Mario (1892-1977)
- Persuis, Louis-Luc Loiseau de (1769-1819)
- Perti, Giacomo Antonio (1661-1756)
- Pescetti, Giovanni Battista (1704-1766)
- Pessard, Émile (1843-1917)
- Petelard (finals del segle xviii)
- Peterson-Berger, Wilhelm (1867-1942)
- Petitgirard, Laurent (1950)
- Petrassi, Goffredo (1904-2003)
- Petrella, Errico (1813-1877)
- Petrobelli, Francesco (1620-1695)
- Petrov, Andrej Pavlovič (1930)
- Petrovics, Emil (1930)
- Petrow, Andrej Pawlowitsch (1930)
- Petrucci, Brizio (1737-1828)
- Petyrek, Felix Karl August (1892-1951)
- Petzet, Walter (1866-1941)
- Pfeiffer, George Jean (1835-1908)
- Pfitzner, Hans (1869-1949)
- Philidor, François-André Danican (1779-1850)
- Piacenza, Pasquale (1816-1888)
- Piazzano, Felix Jeremias (1841-?)
- Piazzolla, Astor (1921-1992)
- Piccinni, Luigi (1766-1827)
- Piccinni, Luigi Alesandro (1779-1850)
- Piccinni, Niccolò (1728-1800)
- Pichoz, Emile ([...?]-1886)
- Pichl, Wenzel (1741-1805)
- Picker, Tobias (1954)
- Pick-Mangiagalli, Riccardo (1882-1949)
- Piechler, Arthur (1896-1974)
- Piermarini, Francesco (finals del segle XVIII-1845)
- Pierné, Gabriel (1863-1937)
- Pierson, Heinrich Hugo (1815-1873)
- Pietragrua, Carlo (Luigi) (1695-1773)
- Pietragrua, Carlo Luigi (1665-1726)
- Pietragrua, Paul (Joseph) (1753-1833)
- Pietri, Giuseppe (1886-1946)
- Pignatta, Pietro Romulo (1660-1700)
- Pijper, Willem (Frederik Johannes) (1894-1947)
- Pilati, Auguste (1810-1877)
- Pilotti, Giuseppe (1784-1838)
- Pineda Duque, Roberto (1910-1977)
- Pinkham, Daniel (Rogers) Jr. (1923)
- Pinto, Alfredo (1891-1968)
- Pinto, Augusto Marques (1838-1888)
- Piňos-Simandl, Alois (1925)
- Pintscher, Matthias (1971)
- Pipkow, Ljubomir (1904-1974)
- Piqué i Cerveró, Josep (1817-1900)
- Pisani, Bartolome (1811-[...?])
- Piskacek, Adolf (1873-1919)
- Pistilli, Aquiles (1820-1869)
- Pistocchi, Francesco Antonio Mamiliano (1659-1726)
- Pistor, Carlfriedrich (1884-1969)
- Piticchio, Francesco ca (1760-1800)
- Pittaluga González del Campillo, Gustavo (1906-1975)
- Pixis, Johann Peter (1788-1874)
- Pizzetti, Ildebrando (1880-1968)
- Pizzi, Emilio (1861-1940)
- Planquette, Robert (1848-1903)
- Plantade, Charles-Henri (1764-1839)
- Plasència i Valls, Joan Baptista (1816-1855)
- Platania, Pietro (1828-1907)
- Platen, Horst (1884-1964)
- Platz, Robert HP (1951)
- Pleyel, Ignaz Josef (1757-1831)
- Pocci, Franz Graf von (1807-1876)
- Podbertsky, Theodor (1846-1913)
- Poglietti, Alessandro (1683)
- Poise, Ferdinand (1828-1892)
- Poißl, Johann Nepomuk von (1783-1865)
- Polad Bülbüloglu (1945)
- Polani, Geronimus (segles XVII-XVIII)
- Poldini, Ede (1869-1957)
- Pollarolo, Antonio (1676-1746)
- Pollarolo, Carlo Francesco (1653-1723)
- Pollini, Francesco (1762-1846)
- Polovinkin, Leonid Alekseevič (1894-1949)
- Ponchielli, Amilcare (1834-1886)
- Poniatowski, Józef Michał (1816-1873)
- Pons, Charles (1870-1957)
- Pontoglio, Cipriano (1831-1892)
- Poot, Marcel (1901-1988)
- Popovici, Doru (1932)
- Porpora, Nicola (1686-1768)
- Porrino, Ennio (1910-1959)
- Porsile, Giuseppe (1680-1750)
- Porta, Bernardo (1758-1829)
- Porta, Giovanni (1675-1755)
- Porter, Cole (1891-1964)
- Portugal, Marcos António (1762-1830)
- Poser, Hans (1917-1970)
- Potter, A J (1918-1980)
- Pottgiesser, Karl (1861-1941)
- Poulenc, Francis (1899-1963)
- Pourny, Charles (1839-1905)
- Pousseur, Henri (1929)
- Pouteau, Joseph de Forqueray (1739-1823)
- Pradher, Louis-Barthélémy (1782-1843)
- Praeger, Heinrich Aloys (1783-1854)
- Praelisauer, Robert (1708-1771)
- Pratella, Francesco Balilla (1880-1955)
- Prati, Alessio (1750-1788)
- Predieri, Luca Antonio (1688-1767)
- Preitz, Franz (1856-1916)
- Prelleur, Peter (1705-1741)
- Preuss, Arthur (1878-1944)
- Previn, André (1929)
- Prey, Claude (1925-1998)
- Prévost, Eugène-Prosper (1809-1872)
- Prevost-Rousseau, Antonino (1821-?)
- Prior, Lyman P. (1888-?)
- Probst, Dominique (1954)
- Procházka, Rudolph von (1864-1936)
- Prodromidès, Jean (1927)
- Prokófiev, Serguei (1891-1953)
- Propiac, Girard de (1759-1823)
- Prošev, Toma (1931-1996)
- Prot, Félix-Jean (1747-1823)
- Prota, Gabrielle (1755-1843)
- Prota, Giuseppe (1690-?)
- Prota, Giovanni (1737-1807)
- Prota, Ignazio (1690-1748)
- Prota, Tommaso (1727-1768)
- Protti Conforto, Josep (1824-1896)
- Provenzale, Francesco (1624-1704)
- Prudent ???? (1781)
- Ptáček, Antonín (1985-1924)
- Ptaszyńska, Marta (1943)
- Puccini, Antonio Benedetto Maria (1747-1832)
- Puccini, Domenico (1772-1815)
- Puccini, Giacomo (1858-1924)
- Pucitta, Vincenzo (1778-1861)
- Puget, Paul (1848-1917)
- Pugnani, Gaetano (1731-1798)
- Pugni, Cesare (1810-1870)
- Pulli, Pietro (1710-1759)
- Purcell, Daniel (1664-1717)
- Purcell, Henry (1659-1695)
- Pylkkänen, Tauno (1918-1980)

## Q
- Qarayev, Färäc (1943)
- Qarayev, Qara (1918-1982)
- Quaisain, Adrien (1766-1828)
- Qu Xiao-Song (1952)
- Quilici, Massimiliano (principis de segle XIX)
- Quinebaux últims de segle xviii - principis de segle XIX
- Quliyev, Tofiq (1917-2000)

## R
- Rabaud, Henri (1873-1949)
- Rabsch, Edgar (1892-1964)
- Rakhmàninov, Serguei (1873-1943)
- Račiūnas, Antanas (1905-1984)
- Radeglia, Vittorio (1863-1941)
- Radica, Ruben (1931)
- Radicati, Felice Alessandro (1775-1820)
- Rafael, Franz Xaver (1816-1867)
- Raff, Joachim (1822-1882)
- Ragué, Louis-Charles (1744-1793)
- Rahlwes, Alfred (1878-1946)
- Raida, Carl Alexander (1852-1923)
- Raientroph, Fortunato (1812-1878)
- Raimann, Rudolf (1861-1913)
- Raimondi, Ignazio (1735-1813)
- Raimondi, Pietro (1786-1853)
- Raitio, Väinö (1891-1945)
- Rajčev, Aleksandăr (1922-2003)
- Rajičić, Stanojlo (1910-2000)
- Ray, Pietro (1773-1857)
- Rameau, Jean-Philippe (1683-1764)
- Rampini, Giacomo (1680-1760)
- Ramrath, Conrad (1880-1972)
- Randegger, Alberto (1832-1911)
- Rangström, Ture (1884-1947)
- Ránki, György (1907-1992)
- Ranzato, Virgilio (1883-1937)
- Rapchak, Lawrence (1951)
- Rasse, François (1873-1955)
- Raskatov, Alexander (1953)
- Rastrelli, Joseph (1799-1842)
- Rathaus, Karol (1895-1954)
- Raum, Elizabeth (1945)
- Raupach, Hermann Friedrich (1728-1778)
- Rautavaara, Einojuhani (1928)
- Rauzzini, Venanzio (1746-1810)
- Ravel, Maurice (1875-1937)
- Raymond, Fred (1900-1954)
- Razzi, Fausto (1932)
- Read, Gardner (1913-2005)
- Rebel, François (1701-1775)
- Rebel, Jean Ferry (1669-1747)
- Reber, Napoléon Henri (1807-1880)
- Rébikov, Vladímir (1866-1920)
- Reeve, William (1757-1815)
- Refice, Licinio (1885-1954)
- Regamey, Constantin (1907-1982)
- Rego, Antonio José de (mort després de 1825)
- Rehbaum, Theobald (1835-1918)
- Reich, Steve (1936)
- Reicha, Anton (1770-1836)
- Reichardt, Gustav (1797-1884)
- Reichardt, Johann Friedrich (1752-1814)
- Reichwein, Leopold (1878-1945)
- Reimann, Aribert (1936)
- Reinagle, Alexander (1756-1809)
- Reindl, Constantin (1738-1799)
- Reinecke, Carl Heinrich Carsten (1824-1910)
- Reinhardt, Heinrich (1865-1922)
- Reinhardt, Johann Georg (1676-1742)
- Reinthaler, Carl (1822-1896)
- Reiss, Karl Eric Adolf (1829-1908)
- Reissiger, Carl Gottlieb (1798-1859)
- Reißmann, August Friedrich Wilhelm (1825-1903)
- Reiter, Josef (1862-1939)
- Reiterer, Ernst (1851-1923)
- Remdé, Johann Cristian (1790-1840)
- Rendine, Sergio (1954)
- Renosto, Paolo (1935-1988)
- Respighi, Ottorino (1879-1936)
- Réti, Rudolph (1885-1957)
- Reuß, August (1871-1935)
- Reuchsel, Amédée (1875-1931)
- Reuling, Wilhelm Ludwig (1802-1879)
- Reuter, Florizel von (1893-1985)
- Reuter, Fritz (1896-1963)
- Reutter, Georg (1708-1772)
- Reutter, Hermann (1900-1985)
- Reverdy, Michèle (1943)
- Rey, Cemal Reşit (1904-1985)
- Rey, Jean-Baptiste (1734-1810)
- Rey, Louis-Charles-Joseph (1738-1811)
- Rey, Jean-Etienne (1832-1923)
- Reyer, Ernest (1823-1909)
- Reznicek, Emil Nikolaus von (1860-1945)
- Rheinberger, Josef (1839-1901)
- Rheineck, Christoph (1748-1797)
- Riario Sforza, Giovanni (1769-1836)
- Ribeiro, León (1854-1931)
- Ricci, Federico (1809-1877)
- Ricci, Luigi (1805-1859)
- Ricci, Luigino (1852-1906)
- Ricci Signorini, Antonio (1867-1965)
- Riccius, Carl August Gustav (1830-1896)
- Richter, Ernst Heinrich Leopold (1805-1876)
- Richter, Francis Wilhelm (1888-1938)
- Richter, Johann Chr (1700-1785)
- Rieger, Gottfried (1764-1855)
- Riehm, Rolf (1937)
- Riemenschneider, Georg (1848-1913)
- Ries, Ferdinand (1784-1838)
- Riesenfeld, Hugo (1879-1939)
- Rieti, Vittorio (1898-1994)
- Rietsch, Heinrich (1860-1927)
- Rietz, Julius (1812-1877)
- Rigel, Henrí Jean (1770-1852)
- Rigel, Henri Joseph (1741-1799)
- Righini, Vincenzo (1756-1812)
- Rihm, Wolfgang (1952)
- Rilsager, Knudage (1897-1974)
- Rillé, Franz Anatole Lorenz van (1828-[...?])
- Rimski-Kórsakov, Nikolai (1844-1908)
- Rinaldo di Capua (1710-1771)
- Ring, Oluf (1884-1946)
- Rind, Gustav (1832-1899)
- Riotte, Philipp J (1776-1856)
- Rispoli, Salvatore (1745-1812)
- Ristori, Giovanni Alberto (1692-1753)
- Ritter, Alexander (1833-1896)
- Ritter, Peter (1763-1846)
- Ritter, Theodor (1836-1886)
- Rodoteo, Giovanni Battista (segona meitat del segle XVII)
- Rivier, Jean (1896-1987)
- Robert, Richard (1861-1924)
- Robbiani, Igino (1884-1966)
- Roberti, Giulio (1823-1891)
- Robuschi, Ferdinando (1765-1850)
- Robyn, Alfred George (1860-1935)
- Rocca, Lodovico (1895-1986)
- Rochberg, George (1918)
- Rochefort, Jean-Baptiste (1746-1819)
- Röder, Georg Valentin (1780-1848)
- Rodewald, Joseph Carl (1735-1809)
- Rodgers, Richard (1902-1979)
- Rodolphe, Jean-Joseph (1730-1812)
- Rodrigo Bellido, Maria (1888-1965)
- Rodrigo Vidre, Joaquín (1901-1999)
- Rodríguez de Hita, Antonio (1722-1787)
- Rodríguez Albert, Rafael (1902-1979)
- Rodríguez de Hita, Antonio (1722-1787)
- Rodríguez-Losada Rebellón, Eduardo (1886-1973)
- Röckel, August (1814-1876)
- Roeder, Martin (1851-1895)
- Röesler, Jan Josef (1771-1812)
- Rösel, Rudolf Arthur (1859-1934)
- Roeth, Philipp Jakob (1779-1850)
- Roger, Víctor (1853-1903)
- Roger-Ducasse, Jean (1873-1954)
- Rogers, Bernard (1893-1968)
- Rogowski, Ludomir M (1881-1954)
- Röhr, Hugo (1866-?)
- Roland-Manuel, Alexis (1891-1966)
- Roma i Roig, Josep Maria (1902-1981)
- Rolt, Bernard (1872-?)
- Romberg, Andreas Jakob (1767-1821)
- Romberg, Bernhard (1767-1841)
- Romberg, Sigmund (1887-1951)
- Rome, Harold (1908-1993)
- Romitelli, Fausto (1963-2004)
- Ronchetti-Monteviti, Stefano (1814-1882)
- Rongé, Jean-Baptiste (1825-1882)
- Ronnefeld, Peter (1935-1965)
- Röntgen, Julius (1855-1932)
- Rooke, William Michael (1794-1847)
- Ropartz, Guy (1864-1955)
- Rorem, Ned (1923)
- Rosa, António Ch (1960)
- Rosales, Antonio (1740-1801)
- Roseingrave, Thomas (1690-1766)
- Rosell, Lars-E (1944-2005)
- Rosemont, Walter Louis (1895-?)
- Rosenberg, Hilding (1892-1985)
- Rosenfeld, Gerhard (1931)
- Rosenhain, Jacob (1813-1894)
- Rosenlecker, Georges (1849-1913)
- Rosenthal, Manuel (1904-2003)
- Rosillo Pérez, Ernesto (1893-1967)
- Roskovsny, Josef Richard (1833-1913)
- Rosing-Schow, Nils (1954)
- Rösler, Jan Josef (1771-1813)
- Rösler, Gustav (1819-1882)
- Rossellini, Renzo (1908-1982)
- Rossi, Carlo (1839-?)
- Rossi, Cesare (1842-1909)
- Rossi, Francesco (1650-1725)
- Rossi, Giovanni Gaetano (1828-1886)
- Rossi, Nino (1895-1952)
- Rossi, Luigi (1598-1653)
- Rossi, Luigi Felice (1805-1863)
- Rossi, Michelangelo (1601-1656)
- Rossini, Gioachino (1792-1868)
- Rossum, Frédéric van (1939)
- Rota, Nino (1911-1979)
- Roth, Louis (1843-1929)
- Röth, Philipp (1779-1850)
- Rootham, Cyril (1878-1938)
- Rousseau, Jean-J (1712-1778)
- Rousseau, Marcel (1882-1955)
- Roussel, Albert (1869-1937)
- Rousseau, Samuel Alexandre (1853-1904)
- Rousseau Beauplan, Amédée (1790-1853)
- Rouwijzer, Franciscus (1737-1827)
- Rovetta, Giovanni (1596-1668)
- Rovetta, Giovanni B (1620-1691)
- Royer, Joseph-N-P (1705-1755)
- Rozavskaia, Griegorievna Judif (1923-[...?])
- Rozkošný, Josef Richard (1833-1913)
- Różycki, Ludomir A (1883-1953)
- Rubens, Paul A. (1876-1917)
- Rubin, Vladimir I (1924)
- Rubinstein, Anton (1829-1894)
- Rückauf, Anton (1855-1903)
- Ruders, Paul (1949)
- Rudnik, Wilhelm (1850-1927)
- Rudolph, Johann J (1730-1812)
- Rudziński, Witold (1913-2004)
- Rüfer, Philipp (1814-1919)
- Rüter, Hugo (1857-1949)
- Ruggi, Francesco (1767-1845)
- Ruggieri, Giovanni Maria (1689-1725)
- Rung, Frederik (1854-1914)
- Rung, Henrik (1807-1871)
- Rung, Frederik (1854-1914)
- Rungenhagen, Karl Fr (1778-1851)
- Ruolz, Henri-Catherine-Camille, Comte de (1808-1887)
- Rupin, Ivan A (1792-1850)
- Ruprecht, Martin (1755-1800)
- Rush, George fl. (1760-1780)
- Rushton, Edward (1972)
- Rust, Friedrich W (1739-1796)
- Rust, Giacomo (1741-1786)
- Rüter, Hugo (1859-1949)
- Rutini, Ferdinando (1763-1827)
- Rutini, Giovanni M (1723-1797)
- Ruzicka, Peter (1948)
- Ruzitska, József (1775-18??)
- Rybnikov, Aleksej L (1945)
- Ryan, Hubert S. (1876-?)
- Ryelandt, Joseph (1870-1965)

## S
- Saariaho, Kaija (1952)
- Sabadini, Bernardo (1650-1718)
- Sabatino, Nicola (1705-1796)
- Sablières, Jean de Gr (1627-1700)
- Schattmann, Alfred (1876-1952)
- Sacchini, Antonio (1730-1786)
- Sachs, Léo (1856-1930)
- Sachse, Hans Wolfgang (1899-1982)
- Sachs, Johann Melchior Ernst (1843-1917)
- Saco del Valle, Artur (1869-1932)
- Sacrati, Francesco (1605-1650)
- Sadurní i Gurguí, Celestí (1863-1910)
- Sáez Díaz, Francisco (1886-1923)
- Saguer, Louis (1907-1991)
- Saint-Amans, Louis Joseph (1749-1820)
- Saint-Georges, Joseph Bologne de (1745-1799)
- Saint-Lubin, Léon de (1801-1856)
- Saint-Saëns, Camille (1835-1921)
- Sakellarides, Theófrastos (1883-1950)
- Sala, Nicola (1713-1801)
- Salari, Francesco (1751-1828)
- Saldoni Remendo, Baltasar (1807-1889)
- Sales, Pietro Pompeo (1729-1797)
- Salieri, Antonio (1750-1825)
- Sallinen, Aulis (1935)
- Salmhofer, Franz (1900-1975)
- Salmon, Karel (1897-1974)
- Saloman, Siegfried (1816-1899)
- Salomon, Johann Peter (1745-1815)
- Salomon, Siegfried (1885-1962)
- Salvayre, Gaston (1847-1916)
- Salviucci, Giovanni (1907-1937)
- Samaras, Spirídon (1861-1917)
- Sambucetti, Luis (1860-1926)
- Saminsky, Lazare (1882-1959)
- Samartini, Giovanni B (1700-1775)
- Sammartini, Giuseppe (1695-1750)
- Samuel, Adolphe (1824-1898)
- Samuel, Léopold (1893-1975)
- Samuel-Holeman, Eugène (1863-1942)
- Samuel-Rousseau (1853-1904)
- San Fiorenzo, Cesare (1833-1909)
- Ortiz de San Pelayo, Félix (1857-1941)
- Sances, Giovanni Felice (1600-1679)
- Sánchez Allú, Martín (1823-1858)
- Sánchez de Fuentes, Eduardo (1874-1944)
- Sánchez i Gavagnach, Francesc de Paula (1845-1918)
- Sánchez Verdú, José M (1968)
- Sandberger, Adolf (1864-1943)
- Sanden, Aline (1880-1955)
- Sander, F. S. (1760-1796)
- Sandi, Luis (1905-1996)
- Sandoni, Pietro G (1685-1748)
- Sandström, Jan (1954)
- Sandström, Sven-David (1942)
- Sangiorgi, Filippo (1840-1901)
- Sansone, Enrico (1859-?)
- Santoliquido, Francesco (1883-1971)
- Santos Ventura, Carles (1940)
- Santos, Joly Braga (1924-1988)
- Santos, Luciano Xavier (1734-1808)
- Sapienza, Antonio (1794-?)
- Šaporin, Jurij A (1887-1966)
- Sardà i Pérez-Bufill, Albert (1943)
- Sári, József (1935)
- Sári, László (1940)
- Sarmiento, Salvatore (1817-1869)
- Sarro, Domenico (1679-1744)
- Sarti, Giuseppe (1729-1802)
- Sartorio, Antonio (1630-1680)
- Satie, Erik (1866-1925)
- Satter, Gustav (1832-1879)
- Sattner, Hugolin (1851-1934)
- Sauguet, Henri (1901-1989)
- Savagnone, Giuseppe (1902-1984)
- Savin, Risto (1859-1948)
- Savinio, Alberto (1891-1952)
- Saxton, Robert (1953)
- Saybene, Alfredo (1876-?)
- Saygun, Ahmet A (1907-1991)
- Sayyid ibn Darwīš (1892-1923)
- Sbordoni, Alessandro (1948)
- Scacchi, Marco (1600-1662)
- Scalabrini, Paolo (1713-1803)
- Scarlatti, Alessandro (1660-1725)
- Scarlatti, Domenico (1685-1757)
- Scarlatti, Giuseppe (1718-1777)
- Scarlatti y Aldama, Dionisio (1812-1880)
- Ščedrin, Rodion K (1932)
- Ščetyns'kyj, Oleksandr (1960)
- Schacht, Theodor Freiherr von (1748-1823)
- Schack, Benedikt (1758-1826)
- Schadewitz, Carl (1887-1947)
- Schaeffer, August (1814-1879)
- Schaefer, Alexander Nicolaievitx (1866-1914)
- Schaeffer, Karl Friedrich Ludwig (1746-1817)
- Schaefer, Theodor (1904-1969)
- Schall, Claus N (1757-1835)
- Scharrer, August (1866-1936)
- Scharwenka, Franz Xaver (1850-1924)
- Schat, Peter (1935-2003)
- Schedl, Gerhard (1957-2000)
- Scheibe, Johann Adolf (1708-1776)
- Schelble, Johann Nepomuk (1789-1837)
- Schenck, Johannes (1660-1712)
- Schenk, Johann B (1753-1836)
- Schenk, Peter Petrovich (1870-[..?])
- Schenker, Friedrich (1942)
- Schiassi, Gaetano Maria (1698-1753)
- Schibler, Armin (1920-1986)
- Schiefferdecker, Johann Chr (1679-1732)
- Schierbeck, Poul (1888-1949)
- Schikaneder, Emanuel (1751-1812)
- Schillings, Max von (1868-1933)
- Schliebner, Gotthold (1820-...?)
- Schimon, Adolf (1820-1887)
- Schindelmeisser, Louis (1811-1864)
- Schira, Francesco (1809-1883)
- Schiuma, Alfredo (1885-1963)
- Schjelderup, Gerhard (1859-1933)
- Schlaeger, Hans (1820-1885)
- Schleiermacher, Steffen (1960)
- Schloesser, Louis (1800-1886)
- Schmelzer, Johann H (1620-1680)
- Schmid, Johann M (1720-1792)
- Schmid, Josef (1868-1945)
- Schmidseder, Ludwig (1904-1971)
- Schmidt, Franz (1874-1939)
- Schmidt, Gustav (1816-1882)
- Schmidt, Johann Chr (1664-1728)
- Schmidt, Johann Ph S (1779-1853)
- Schmitt, Georges (1827-1902)
- Schmitt, Louis (1788-1866)
- Schmitt, Hans (1835-1907)
- Schmittbauer, Joseph Aloys (1718-1809)
- Schnebel, Dieter (1930)
- Schneider, Enjott (1950)
- Schneider, Georg Laurenz (1766-1855)
- Schneider, Georg Abraham (1770-1839)
- Schneider, Johann Georg Wilhelm (1781-1811)
- Schneider, Johann Julius (1805-1885)
- Schneider-Trnavský, Mikuláš (1881-1958)
- Schnittke, Alfred (1934-1998)
- Schnizer, Franz (1740-1785)
- Schnyder von Wartensee, Franz X J P (1786-1868)
- Schoberlechner, Franz (1797-1843)
- Schobert, Johann (1720-1767)
- Schoebel, Oscar Melchior (1850-1934)
- Schoeck, Othmar (1886-1957)
- Schoemaker, Maurice (1890-1964)
- Scholz, Bernhard (1835-1916)
- Schönbach, Dieter (1931)
- Schönberg, Arnold (1874-1951)
- Schreker, Franz (1878-1934)
- Schreyer, Gregor (1719-1767)
- Schroeder (compositor), Hermann (1904-1984)
- Schröder, Karl (1848-1935)
- Schröder, Friedrich (1910-1972)
- Schubaur, Johann L (1749-1815)
- Schubert, Joseph (1575-1812)
- Schubert, Ferdinand (1794-1859)
- Schubert, Franz (1797-1828)
- Schubert, Johann Friedrich (1770-1811)
- Schubert, Louis (1828-1884)
- Schuchardt, Friedrich (1876-[...?])
- Schultz, Andrew (1960)
- Schürer, Johann G (1720-1786)
- Schürmann, Georg C (1672-1751)
- Schuster (compositor), Bernd (1870-[...?])
- Schütz, Heinrich (1585-1672)
- Schulhoff, Erwin (1894-1942)
- Schuller, Gunther (1925)
- Schultz, Svend S (1913-1998)
- Schultze, Norbert (1911-2002)
- Schulz, Johann A P (1747-1800)
- Schulz, Johann Abraham Peter (1747-1800)
- Schulz-Beuthen, Heinrich (1838-1915)
- Schumann, Robert (1810-1856)
- Schumann, William H (1910-1992)
- Schuster, Ignaz (1779-1835)
- Schuster, Joseph (1748-1812)
- Schwab, François (1829-1882)
- Schwabacher-Bleichröder, Anna
- Schwaen, Kurt (1909)
- Schwalm, Robert (1845-1912)
- Schwanenberger, Johann Gottfried (1740-1804)
- Schwartz, Francis (1940)
- Schwartzkopff, Theodor (1659-1732)
- Schweinitz, Wolfgang von (1953)
- Schweitzer, Anton (1735-1787)
- Schweizelsperg, Casimir (1668-1722)
- Schwertsik, Kurt (1935)
- Schytte, Ludvig (1848-1909)
- Sciarrino, Salvatore (1947)
- Sciroli, Gregorio (1722-1781)
- Scolari, Giuseppe (1720-1770)
- Scontrino, Antonio (1850-1922)
- Scott, Cyril Meir (1879-1970)
- Sculthorpe, Peter (1929)
- Searle, Humphrey (1915-1982)
- Šebalin, Vissarion J (1902-1963)
- Sebastiani, Johann (1622-1683)
- Sebenico, Giovanni (1640-1705)
- Šebor, Karel (1843-1903)
- Sechter, Simon (1788-1867)
- Seckendorff, Karl S von (1744-1785)
- Seedo (1690-1754)
- Sehlbach, Erich (1898-1985)
- Sehling, Joseph A (1710-1756)
- Seidel, Friedrich Ludwig (1765-1831)
- Seidl, Hermann (1958)
- Seither, Charlotte (1965)
- Sekles, Bernhard (1872-1934)
- Sellars, James (1940-2017)
- Sellitto, Giacomo (1701-1763)
- Sellitto, Giuseppe (1700-1777)
- Sensin, Aleksandr A (1890-1944)
- Serini, Giovanni B (1715-1765)
- Serov, Aleksandr N (1820-1871)`
- Serova, Valentina (1846-1920)
- Serrano Ruiz, Emilio (1850-1939)
- Serrao, Paolo (1830-1907)
- Sessions, Roger Huntington (1896-1985)
- Setaccioli, Giacomo (1868-1925)
- Severac, Deodat de (1872-1921)
- Seydelmann, Franz (1748-1806)
- Seyffardt, Ernst Hermann (1859-1942)
- Seyfried, Ignaz von (1776-1841)
- Sharpe, Herbert (1861-1925)
- Shaw, Geoffrey (1879-1934)
- Shaw, Martin (1875-1958)
- Shaw, Thomas (1752-1830)
- Sheng, Bright (1955)
- Shibata, Minaeo (1916-1996)
- Shield, William (1748-1829)
- Sibelius, Jean (1865-1957)
- Siboni, Erik Anthon Valdemar (1828-1892)
- Siccardi, Honorio (1897-1963)
- Siegmeister, Elie (1909-1991)
- Sierra, Roberto (1953)
- Sigismondo, Giuseppe (1739-1826)
- Sigwart comte d'Eulenburg, Botho (1884-1915)
- Siklós, Albert (1878-1942)
- Sikora, Elżbieta (1943)
- Silva, João C da (17??-18??)
- Simbriger, Heinrich (1903-1976)
- Simm, Juhan (1885-1959)
- Simon, Anton J (1850-1916)
- Sinding, Christian (1856-1941)
- Singer, André (1907-1996)
- Sinico, Giuseppe (1836-1907)
- Sinopoli, Giuseppe (1946-2001)
- Siqueira, José (1907-1985)
- Širola, Božidar (1889-1956)
- Šivic, Pavel (1908-1995)
- Škarka, Karel (1977)
- Skilton, Charles Sanford (1868-1941)
- Skoryk, Myroslav (1938)
- Škroup, František (1801-1862)
- Škroup, Jan Nepomuk (1811-1892)
- Škuherský, František Z (1830-1892)
- Skulte, Ādolfs (1909-2000)
- Skulte, Bruno (1905-1976)
- Sloane, Alfred Baldwin (1872-1925)
- Slonimskij, Sergej M (1932)
- Smalley, Roger (1943)
- Smareglia, Antonio (1854-1929)
- Smart, Henry (1813-1879)
- Smetana, Bedřich (1824-1884)
- Smirnov, Dmitrij N (1948)
- Smith Brindle, Reginald (1917-2003)
- Smith, John Christopher (1712-1795)
- Smith, David Stanley (1877-1949)
- Smolka, Martin (1959)
- Smolski, Dzmitry B (1937)
- Smyth, Ethel (1858-1944)
- Snel, Joseph-François (1793-1861)
- Sobejano y Erviti, José (1819-1885)
- Sobolewski, Eduard (1808-1872)
- Socor, Matei (1908-1980)
- Søderlind, Ragnar (1945)
- Söderman, August (1832-1876)
- Sogner, Pasquale (1793-1842)
- Carlo Sodi (1715-1788)
- Soffredini, Alfredo (finals XIX-principis XX)
- Sokalski, Piotr Petróvitx (1832-1887)
- Sokalski, Vladímir Ivànovitx (1863-1919)
- Sola, Charles Michael Alexis (1786-1857)
- Solbiati, Alessandro (1956)
- Soler Sardà, Josep (1935)
- Solera, Temistocle (1815-1878)
- Solié, Jean-Pierre (1755-1812)
- Soliva, Carlo Evasio (1791-1853)
- Soller, Antonio (1840-?)
- Soloviev, Nikolai Feopémptovitx (1846-1916)
- Solovev-Sedoj, Vasilij P (1904-1979)
- Soltan, Uladzimir J (1953-1997)
- Sołtys, Mieczysław (1863-1929)
- Sommer, Hans (1837-1922)
- Somers, Harry (1925-1999)
- Sondheim, Stephen (1930)
- Sor, Ferran (1778-1839)
- Sørensen, Bent (1958)
- Soresina, Alberto (1911-2011)
- Soriano Fuertes, Mariano (1817-1880)
- Sorokin, Vladimir Kostantinovich (1914-1997)
- Sorozábal Mariezcurrena, Pablo (1897-1988)
- Šostakowitsch, Dmitrij D (1906-1975)
- Sotelo, Mauricio (1961)
- Soubre, Etienne-Joseph (1813-1871)
- Sousa, David de (1880-1918)
- Sousa, John Philip (1854-1932)
- Spahlinger, Mathias (1944)
- Spangenberg, Heinrich (1861-1925)
- Spasov, Božidar (1944)
- Spech, Johann (1767-1836)
- Spendiarian, Aleksandr (1871-1928)
- Speer, Charlton T. (1859-1921)
- Speranza, Giovanni Antonio (1812-1850)
- Špilka, František (1877-1960)
- Spiller, Adalbert (1846-1904)
- Spindler, Franz Stanislaus (1763-1819)
- Spinelli, Nicola (1865-1909)
- Spohr, Louis (1784-1859)
- Spoliansky, Misch (1898-1985)
- Spontini, Gaspare L P (1774-1851)
- Squire, William Henry (1871-1963)
- Srebotnjak, Alojz (1931)
- Staar, René (1951)
- Stabinger, Mathias (1739-1815)
- Stäbler, Gerhard (1949)
- Staden, Sigmund Theophil (1607-1655)
- Stadler, Maximilian (1748-1833)
- Staehle, Hugo (1826-1848)
- Giuseppe Staffa (1807-1877)
- Stahmer, Klaus H (1941)
- Stahnke, Manfred (1951)
- Standfuss, Johann G (17??-1759)
- Stanford, Charles Villiers (1852-1924)
- Stanley, Albert Augustus (1851-1932)
- Stanley, John (1712-1786)
- Starer, Robert (1924-2001)
- Starzer, Joseph (1720-1787)
- Stasny, Ludwig (1823-1883)
- Statkowski, Roman (1859-1925)
- Stecenko, Kyrylo (1882-1922)
- Štědroň, Miloš (1942)
- Stefani, Jan (1746-1829)
- Stefani, Józef (1800-1876)
- Steffani, Agostino (1654-1728)
- Stegmann, Carl D (1751-1826)
- Steibelt, Daniel (1765-1823)
- Steinackes, Carl (1789-1815)
- Steinkühler, Emile (1824-1872)
- Stepanyan, Haro (1897-1966)
- Stephan, Rudi (1887-1915)
- Stephănescu, George (1843-1925)
- Stephanides, Károly (1871-1964)
- Sterkel, Johann Franz Xaver (1750-1817)
- Stern II, Julius (1858-1912)
- Sternberg, Erich W (1891-1974)
- Stevenson, John Andrew (1761-1833)
- Stewart, Humphrey John (1856-1932)
- Stierlin, Johann Gottfried Adolf (1859-1939)
- Still, William G (1895-1978)
- Stockhausen, Karlheinz (1928-2007)
- Stöcklin, August (1873-1919)
- Stoer, Carl (1814-1889)
- Stoessel, Albert (1894-1943)
- Stojanov, Veselin (1902-1969)
- Stojanović, Petar (1877-1957)
- Stolz, Robert (1880-1975)
- Stölzel, Gottfried Heinrich (1690-1749)
- Storace, Stephen (1762-1796)
- Storch, Anton (1815-1887)
- Stradella, Alessandro (1639-1682)
- Straeten, Edmund van der (1855-1934)
- Strakosch, Maurice (1825-1887)
- Joseph Stransky (1872-1936)
- Straus, Oscar (1870-1954)
- Strauss, Johann Baptist II (1825-1899)
- Strauss, Johann Baptist I (1866-1939)
- Strauss, Richard (1864-1949)
- Stravinski, Ígor (1882-1971)
- Strecker, Heinrich (1893-1981)
- Stricker, Augustin Reinhard (1675-1719/1720)
- Striggio, Alessandro (1540-1592)
- Stroe, Aurel (1932)
- Stroppa, Marco (1959)
- Strouse, Charles (1928)
- Strube, Gustav (1867-1953)
- Strübing, Uwe (1956)
- Strungk, Nicolaus Adam (1640-1700)
- Strunz, Georg Jakob (1783-1852)
- Strüver, Paul (1896-1957)
- Stucken, Frank Van der (1858-1929)
- Stuart, Leslie (1866-1928)
- Stuck, Jean-B (1680-1755)
- Stuntz, Joseph Hartmann (1793-1859)
- Sucher, Joseph (1843-1908)
- Suchoň, Eugen (1908-1993)
- Suda, Stanislav (1865-1931)
- Süßmayr, Franz X (1766-1803)
- Suk, Václav (1861-1933)
- Šulek, Stjepan (1914-1986)
- Sullivan, Arthur (1842-1900)
- Sumera, Lepo (1950-2000)
- Sunyer, Leandre (1833-1888)
- Suppé, Franz von (1819-1895)
- Suremont, Jan-Pieter (1762-1831)
- Sutermeister, Heinrich (1910-1995)
- Sutor, Wilhelm (1744-1828)
- Švara, Danilo (1902-1981)
- Sveinsson, Atli H (1938)
- Swert, Jules de (1843-1891)
- Swerts, Piet (1960)
- Szabó, Ferenc (1902-1969)
- Szeligowski, Tadeusz (1896-1963)
- Szirmai, Albert (1880-1967)
- Szokolay, Sándor (1931)
- Szopski, Felisjan (1865-1939)
- Szulc, Józef Z (1875-1956)
- Szymanowski, Karol (1882-1937)

## T
- Taboada Steger, Joaquín (1870-1923)
- Taboada Mantilla, Rafael (1837-1914)
- Taborda, António Gonçalves da Cunha (1857-¿...?)
- Tailleferre, Germaine (1892-1983)
- Taktakišvili, Otar (1924-1989)
- Tal, Josef (1910-2008)
- Talbot, Robert (1893-1954)
- Adrien Talexi (1820-1881)
- Tamberg, Eino (1930)
- Tamborrino, Giovanni (1954)
- Tan Dun (1957)
- Tanéiev, Serguei (1856-1915)
- Tanéiev, Aleksandr Serguéievitx (1850-1918)
- Tansman, Alexandre (1897-1986)
- Tapia Colman, Simón (1905-1993)
- Tarade, Théodore-Jean (1731-1788)
- Tăranu, Cornel (1934)
- Tarchi, Angelo (1760-1814)
- Tarenghi, Mario (1870-1938)
- Tarnopolskij, Vladimir G (1955)
- Tarp, Svend E (1908-1994)
- Tasca, Pierantonio (1864-1934)
- Taskin, Henri-Joseph (1779-1852)
- Taubert, Wilhelm (1811-1891)
- Taubmann, Otto (1859-1929)
- Tauwitz, Eduard (1812-1894)
- Tavener, John (1944-2013)
- Taylor, Joseph Deems (1885-1966)
- Taylor, Raynor (1747-1825)
- Teixeira, Antonio (1707-1774)
- Telemann, Georg Ph (1681-1767)
- Telle, Friedrich Wilhelm (1798-1862)
- Rafael J. Tello (1872-1946)
- Temmingh, Roelof (1946)
- Tenaglia, Antonio Francesco (1612-1672)
- Ten Cate, André (1796-1858)
- Terhune, Anice (1873-1964)
- Terradellas, Domènec (1711-1751)
- Terrasse, Claude (1867-1923)
- Terry, Léonard (1816-1882)
- Thermignon, Delfino (1861-1944)
- Terteryan, Avet (1929-1994)
- Terziani, Eugenio (1824-1890)
- Terziani, Pietro (1765-1831)
- Terziani, Raffaele (1860-1928)
- Testi, Flavio (1923)
- Teyber, Anton (1756-1822)
- Teyber, Franz (1758-1810)
- Thalberg, Sigismund (1812-1871)
- Thärichen, Werner (1921)
- Theile, Johann (1646-1724)
- Theodōrakēs, Mikēs (1925)
- Thole, Thomas (1760-1823)
- Thomas, Ambroise (1811-1896)
- Thomas, Arthur G (1850-1892)
- Thomas, Eugen (1863-1922)
- Thommessen, Olav A (1946)
- Thompson, Randall (1899-1984)
- Thomson, Virgil G (1896-1989)
- Thooft, Willem Frans (1829-1900)
- Thuille, Ludwig (1861-1907)
- Thys, Alphonse (1807-1879)
- Thybo, Leif (1922-2001)
- Tiefensee, Siegfried (1922)
- Tiehsen, Otto (1817-1849)
- Tigranyan, Armen (1879-1950)
- Tijardović, Ivo (1895-1976)
- Tinel, Edgar (1854-1912)
- Tintori, Giampiero (1921-1998)
- Tippett, Sir Michael (1905-1998)
- Tirindelli, Pier Adolfo (1858-1937)
- Tiščenko, Boris I (1939)
- Tittel, Bernhard (1873-1942
- Titov, Nikolai Alekséievitx (1769-1827)
- Titov, Serguei Alekséievitx (1770-1825)
- Titov, Nikolai Alekséievitx (fill) (1800-1875)
- Titov, Sergej N (1770-1825)
- Tkaci, Zlata (1928-2006)
- Toch, Ernst (1887-1964)
- Toduţă, Sigismund (1908-1991)
- Toeschi, Carlo Giuseppe (1731-1788)
- Tofano, Gustavo (1844-1899)
- Togni, Camillo (1922-1993)
- Toldrà i Soler, Eduard (1895-1962)
- Tomášek, Václav (1774-1850)
- Tomášek, Václav J (1774-1850)
- Tomasi, Henri (1901-1971)
- Thomé, Francis (1850-1909)
- Tomeoni, Florido (1755-1820)
- Tomeoni, Pellegrino (1721-1816)
- Tommasi, Ferdinando (1824-1903)
- Tommasini, Vincenzo (1878-1950)
- Tonelli, Antonio (1686-1765)
- Tonassi, Pietro (1801-1877)
- Tonning, Gerard (1860-1940)
- T'oraje, Davit' (1924-1983)
- Torelli, Gaspare (segle XVI -XVII)
- Torlez, Balthazard fl. (1742-1788)
- Tormis, Veljo (1930)
- Torrance, George W (1835-1907)
- Torrejón y Velasco, Tomás de (1644-1728)
- Torrents i Boqué, Eduard (1850-?)
- Torri, Pietro (1650-1737)
- Torchi, Luigi (1858-1920
- Tosatti, Vieri (1920-1999)
- Tosi, Giuseppe Felice (1630-1693)
- Tottmann, Carl Albert (1837-1917)
- Toulmouche, Frédéric (1850-1909)
- Tournemire, Charles (1870-1939)
- Tours, Frank E. (1877-1963)
- Tovey, Donald Francis (1875-1940)
- Tozzi, Antonio (1736-1812)
- Tozzi, Vincenzo (1612-1675)
- Traetta, Tommaso (1727-1779)
- Trambickij, Viktor N (1895-1970)
- Traversari, Antonio (1810-1860)
- Treharne, Bryceson (1879-1948)
- Treibmann, Karl O (1936)
- Trentinaglia, Erardo (1889-1950)
- Trento, Vittorio (1761-1833)
- Treu, Daniel G (1695-1749)
- Trial, Armand E (1771-1803)
- Trial, Jean-Claude (1732-1771)
- Tricarico, Giuseppe (1623-1697)
- Triebensee, Joseph (1772-1846)
- Trimble, Joan (1915-2000)
- Tritto, Domenico (1766-1851)
- Tritto, Giacomo (1733-1824)
- Trneček, Hanuš (1858-1914)
- Trojahn, Manfred (1949)
- Trojan, Václav (1907-1983)
- Truhn, Friedrich Hieronymus (1811-1886)
- Tsintsadze, Sulkhan (1925-1991)
- Tubin, Eduard (1905-1982)
- Tuček, Vincenc (1773-1821)
- Tuch, Heinrich A G (1766-1821)
- Tüür, Erkki-S (1959)
- Tuomela, Tapio (1958)
- Turchi, Guido (1916)
- Turina de Santos, José L (1952)
- Turina Pérez, Joaquín (1882-1949)
- Turnage, Mark-A (1960)
- Tuskia, Iona (1901-1963)
- Tutino, Marco (1954)
- Tutschku, Hans (1966)
- Tveitt, Geirr (1908-1981)
- Txaikovski, Piotr Ilitx (1840-1893)
- Txerepnín. Aleksandr (1899-1977)
- Txerepnín, Nikolai (1873-1945)
- Txukhadjian, Tigran (1837-1898)

## U
- Uber, Christian Benjamin (1746-1812)
- Uber, Friedrich Christian Hermann (1781-1822)
- Uccellini, Marco (1603-1680)
- Udbye, Martín Andreas (1820-1889)
- Ugarte, Floro Meliton (1884-1975)
- Uhl, Alfred (1909-1992)
- Uhl, Edmund (1853-?)
- Ulbrich, Maximilian (1743-1814)
- Ulehla, Ludmila (1923-2009)
- Ullmann, Viktor (1898-1944)
- Umlauf, Ignaz (1746-1796)
- Umlauf, Michael (1781-1842)
- Umlauft, Paul (1853-1934)
- Urbach, Odon (1871-...?)
- Urbani, Pietro (1749-1816)
- Urbanner, Erich (1936)
- Uríen, Nicolás de (1869-1909)
- Urspruch, Anton (1850-1907)
- Usandizaga Soraluce, José M (1887-1915)
- Usiglio, Emilio (1841-1910)
- Uspenskij, Vladislav A (1937-2004)
- Uttini, Francesco A B (1723-1795)

## V
- Vaccai, Nicola (1790-1848)
- Vachon, Pierre (1738-1803)
- Vadé, Jean-Joseph (1719-1757)
- Vándor, Sándor (1901-1945)
- Vaitkevicius, Mikas (1931)
- Valdovinos, Teodoro (1882-?
- Valente, Giovanni (1825-1908)
- Valentí, Andreu Avel·li ([...?-1899])
- Valentini, Giuseppe (1681-1753)
- Valentini, Michelangelo (1720-1768)
- Valentini, Pier Francesco (1586-1654)
- Valeri, Gaetano (1760-1822)
- Valero i Peris, Josep ([¿..?]-1868)
- Valle Paz, Edagardo del (1861-?)
- Valle Riestra, José María (1858-1925)
- Valls i Duran, Pere (1869-1935)
- Valverde Durán, Joaquín (1846-1910)
- Valverde y Sanjuán, Joaquín (1875-1918)
- Vančura, Arnošt (1750-1802)
- Vanbianchi, Arturo (1862-1942)
- Vandenbroek, Othon-J (1758-1832)
- Vanhal, Johann B (1739-1813)
- Vargas, António P (1951)
- Varney, Alphonse (1811-1879)
- Varney, Louis (1844-1908)
- Vàrvoglis, Màrios (1885-1967)
- Vasilenko, Sergej N (1872-1956)
- Vasseur, Léon (1844-1917)
- Vassilenko, Serguei Nikiforovitx (1872-1965)
- Vaucorbeil, Auguste (1821-1884)
- Vaughan Williams, Ralph (1872-1958)
- Mauritius, Vavrinecz (1858-..?)
- Vázquez Gómez, Mariano (1831-1894)
- Veerhoff, Carlos H (1926)
- Végh von Veréb, Johann (1845-1918)
- Veichtner, Franz A (1741-1822)
- Veidl, Theodor (1885-1946)
- Veiga, José A F (1838-1903)
- Vejsberg, Julija L (1879-1942)
- Veldl, Theodor (1885-1946)
- Venezia, Franco da (1876-1937)
- Veneziani, Vittore (188-1958)
- Veneziano, Gaetano (1656-1716)
- Veneziano, Nicola (1683-1742)
- Venth, Carl (1860-1938)
- Vento, Mattia (1735-1776)
- Ventura i Tort, Jaume (1911-1985)
- Veracini, Francesco Maria (1690-1768)
- Verdi, Giuseppe (1813-1901)
- Veremans, Renaat (1894-1970)
- Veretti, Antonio (1901-1978)
- Verhey, Theodoor (1848-1929)
- Verheyen, Pierre (1750-1819)
- Vernon, Carlile (1857-?)
- Verocai, Giovanni (1700-1747)
- Verstovski, Aleksei Nikolàievitx (1799-1863)
- Verykivskyj, Mychajlo (1896-1962)
- Vesque von Püttlingen, Johann (1803-1883)
- Viardot, Louise Héritte (1841-1910)
- Victory, Gerard (1921-1995)
- Vidal, Joseph Bernard (1859-1924)
- Vidal, Paul (1863-1931)
- Francesc Vidal i Careta (1860-1923)
- Vielgorskij, Michail J (1788-1856)
- Vieru, Anatol (1926-1998)
- Vignati, Giuseppe (16??-1768)
- Vignola, Giuseppe (1662-1712)
- Viklický, Emil (1948)
- Vilbac, Charles Renaud de (1829-1842)
- Villa, Ricardo (1873-1935)
- Villa-Lobos, Heitor (1887-1959)
- Villate y Montes, Gaspar (1851-1891)
- Villanis, Angelo (1821-1865)
- Villanueva, Felipe (1862-1893)
- Villebois, Konstantín (1817-1882)
- Vinaccesi, Benedetto (1666-1719)
- Vincent, Henry Joseph (1819-1901)
- Vinci, Leonardo (1696-1730)
- Viozzi, Giulio (1912-1984)
- Viscasillas Blanque, Eduardo (1848-1935)
- Visetti, Albert (1846-1928)
- Vitali, Mario (1866-1932)
- Vittadini, Franco (1884-1948)
- Vitali, Filippo (1599-1653)
- Vittori, Loreto (1600-1670)
- Vitzthumb, Ignace (1724-1816)
- Vivaldi, Antonio (1678-1741)
- Vives i Roig, Amadeu (1871-1932)
- Viviani, Giovanni B (1638-1692)
- Vivier, Claude (1948-1983)
- Vizentini, Louis Albert (1841-1906)
- Vlad, Roman (1919)
- Vladigerov, Aleksandăr (1933-1993)
- Vladigerov, Pančo (1899-1978)
- Vlasov, Vladimir A (1903-1986)
- Vlijmen, Jan van (1935-2004)
- Vogel, Charles-L-A (1808-1892)
- Vogel, Jaroslav (1894-1970)
- Vogel, Johann Christoph (1756-1788)
- Vogel, Wladimir (1896-1984)
- Vogler, Georg Joseph (1749-1814)
- Vogl, Heinrich (1845-1900)
- Vogrich, Max (1852-1916)
- Vogt (compositor), Hans (1911-1992)
- Voigtländer, Lothar (1943)
- Vojáček, Hynek (1825-1916)
- Vojcik, Viktar A (1947)
- Volans, Kevin (1949)
- Volkert, Franz (1778-1845)
- Volkov, Kirill E (1943)
- Vollerthun, Georg (1876-1945)
- Vomáčka, Boleslav (1887-1965)
- Vostřák, Zbyněk (1920-1985)
- Vratny, Carl (1819-1873)
- Vreuls, Victor (1876-1944)
- Vuori, Harri (1957)

## W
- Wade, Joseph A (1801-1845)
- Wadely, Frederich William (1882-1970)
- Waelput, Hendrik (1845-1885)
- Wagenaar, Bernard (1894-1971)
- Wagenaar, Johann (1862-1941)
- Wagenseil, Georg Christoph (1715-1777)
- Waghalter, Ignatz (1881-1949)
- Wagner, Guènrikh (1922-2000)
- Wagner, Karl Jakob (1772-1825)
- Wagner, Richard (1813-1883)
- Wagner, Siegfried (1869-1930)
- Wagner, Wolfram (1962)
- Wagner-Régeny, Rudolf (1903-1969)
- Wallace, William Vincent (1812-1865)
- Wallnöfer, Adolph (1854-1946)
- Walshe, Jennifer (1974)
- Wambach, Emile (1854-1946)
- Walter, Johann Ignaz (1759-1822)
- Waltershausen, Hermann Wolfgang von (1882-1954)
- Walton, William (1902-1983)
- Wański, Jan (1756-1830)
- Ward, Robert (1917)
- Ware, Henrietta
- Warner, Harry Waldo (1874-1945)
- Warot, Victor (1808-1877)
- Warot, Adolphe (1812-1875)
- Warot, Charles (1804-1836)
- Warren, Richard (1859-1933)
- Weber, Bernhard Anselm (1766-1821)
- Weber, Carl M von (1786-1826)
- Weber, Friedrich August (1756-1806)
- Weckerlin, Jean-Baptiste-Theodore (1821-1910)
- Weber, Joseph Miroslav (1854-1906)
- Weber (compositor), Ludwing (1891-1947)
- Wegelius, Martin (1846-1906)
- Wehrli, Werner (1892-1944)
- Weidt, Heinrich (1828-1901)
- Weigl, Bruno (1881-1938)
- Weigl, Joseph (1766-1846)
- Weill, Kurt (1900-1950)
- Weigmann, Friedrich (1869-1939)
- Weinberg, Mieczysław (1919-1996)
- Weinberger, Karl Rudolf (1861-1939)
- Weinberger, Jaromír (1896-1967)
- Weingartner, Felix von (1863-1942)
- Weinzierl, Max (1841-1898)
- Weir, Judith (1954)
- Weis, Karel (1862-1944)
- Weisgall, Hugo (1912-1997)
- Weismann, Julius (1879-1950)
- Weiss, Harald (1949)
- Weiss, Raphael (1713-1779)
- Weißheimer, Wendelin (1838-1910)
- Weldon, John (1676-1736)
- Wellesz, Egon (1885-1974)
- Werder, Felix (1922)
- Werle, Lars J (1926-2001)
- Werner, André (1960)
- Wessely, Carl B (1768-1826)
- Wessman, Harri (1949)
- Westmeyer, Wilhelm (1829-1880)
- Westmorland, John F (1784-1859)
- Wetz, Richard (1875-1935)
- Wetzler, Hermann Hans (1870-1943)
- White, Maude Valérie (1855-1937)
- Whiting, George Elbridge (1842-1923)
- Wichtl, Georg (1805-1877)
- Wikmanson, John (1753-1800)
- Weyse, Christoph E F (1774-1842)
- Whitehead, Gillian K (1941)
- Whyte, George R (1933)
- Widmann, Jörg (1973)
- Widor, Charles-M (1844-1937)
- Wiel, Taddeo (1849-1920)
- Wieniawski, Adam T (1879-1950)
- Wickede, Friedrich von (1834-1904)
- Wildberger, Jacques (1922-2006)
- Wilderer, Johann H von (1670-1724)
- Wilhelmine von Brandenburg-Bayreuth (1709-1758)
- Willent, Jean-Baptiste (1809-1852)
- Willi, Herbert (1956)
- Williams, Grace (1906-1977)
- Williams, John Gerard (1888-1947)
- Williamson, Malcolm (1931-2003)
- Wimberger, Gerhard (1923)
- Winter, Peter (1754-1825)
- Wisner von Morgenstern (1783-1855)
- Wissmer, Pierre (1915-1992)
- Witt, Friedrich (1771-1837)
- Wittting, Carl (1823-1907)
- Wittinger, Róbert (1945)
- Wohlgemuth, Gerhard (1920-2001)
- Wolf, Ernst Wilhelm (1735-1792)
- Woelffl, Joseph (1772-1812)
- Wolf, Hugo (1860-1903)
- Wolf, Maximilian (1840-1886)
- Wolff, Albert (1884-1970)
- Wolff Berlijn, Aron (1817-1870)
- Wolf-Ferrari, Ermanno (1876-1948)
- Wölfl, Joseph (1773-1812)
- Wolfram, Josef M (1789-1839)
- Wolfurt, Kurt von (1880-1957)
- Wolpe, Stefan (1902-1972)
- Wood, Henry (1869-1944)
- Wormser, André (1851-1926)
- Woyrsch, Felix (1860-1944)
- Wranitzky, Paul (1756-1808)
- Wuerfel, Wenzel W (1790-1832)
- Wüerst, Richard Ferdinand (1824-1881)
- Wuorinen, Charles (1938)

## X
- Xostakóvitx, Dmitri (1906-1975)
- Xu Changhui (1929-2001)
- Xu Shuya (1961)

## Y
- Yamada, Kosaku (1886-1965)
- Youmans, Vincent (1898-1946)
- Ysaÿe, Eugène (1858-1931)
- Yu, Julian (1957)
- Youdin, Mikhail (1893-1948)
- Yun, Isang (1917-1995)
- Yvain, Maurice (1891-1965)
- Yurovsky, Vladimir Mikhailovich (1915-1972)

## Z
- Zabala, Cleto (1847-1912)
- Zacher, Johann M (1651-1712)
- Zádor, Jenő (1894-1977)
- Zafred, Mario (1922-1987)
- Zajc, Ivan (1832-1914)
- Zakariyya, Ahmad (1896-1961)
- Zamacois Soler, Joaquín (1894-1976)
- Zamara, Alfredo Maria (1863-1940)
- Zámečník, Evžen (1939)
- Zander, Johan D (1753-1796)
- Zandonai, Riccardo (1883-1944)
- Zanella, Amilcare (1873-1949)
- Zanetti, Francesco (1737-1788)
- Zapf, Johann N (1760-1831)
- Zariņš, Marģeris (1910-1993)
- Zavrtal, Ladislav (1849-1942)
- Zbinden, Julien-François (1917-2021)
- Zechlin, Ruth (1926)
- Zeisl, Erich (1905-1959)
- Zejdman, Boris Isaakovich (1908-1991)
- Żeleński, Wladyslaw (1837-1921)
- Zellbell, Ferdinand (1719-1780)
- Zeller, Carl (1842-1898)
- Zeller, Wolfgang (1893-1967)
- Zhelobinsky, Valery (1912-1946)
- Zemlinsky, Alexander von (1871-1942)
- Zender, Hans (1936)
- Zenger, Max (1837-1911)
- Zepler, Bogumil (1858-1918)
- Zerlett, Johann (1859-1935)
- Ziani, Marc' Antonio (1653-1715)
- Ziani, Pietro Andrea (1616-1684)
- Zich, Otakar (1879-1934)
- Zichy, Géza (1849-1924)
- Ziehrer, Karl Michael (1843-1922)
- Zilcher, Hermann (1881-1948)
- Žilinskis, Arvīds (1905-1993)
- Zillig, Winfried (1905-1963)
- Zimbalist, Efrem (1890-1985)
- Zimmermann, Anton (1741-1781)
- Zimmermann, Bernd Alois (1918-1970)
- Zimmermann, Pierre Joseph (1785-1853)
- Zimmermann, Udo (1943)
- Zimmermann, Walter (1949)
- Zingarelli, Nicola Antonio (1753-1837)
- Zingoni, Giovanni Battista (1720-1811)
- Zinsstag, Gérard (1941)
- Zirra, Alexandru (1883-1946)
- Živković, Milenko (1901-1964)
- Zlatev-Čerkin, Georgi (1905-1977)
- Zöllner, Heinrich (1854-1941)
- Zolotarëv (1872-1964)
- Zoppis, Francesco (1715-1781)
- Zoppf, Hermann (1826-1883)
- Zouhar, Zdeněk (1927)
- Zubyc'kyj, Volodymyr (1953)
- Zuelli, Guglielmo (1859-1941)
- Žukovs'kyj, Herman (1913-1976)
- Zumaqué, Francisco (1945)
- Zumaya, Manuel (1680-1755)
- Zumpe, Hermann (1850-1903)
- Zumsteeg, Johann Rudolf (1760-1802)
- Zvonař, Josef Leopold (1824-1865)
- Zykan, Otto M (1935-2006)